# Plans-reliefs en dépôt au palais des Beaux-Arts de Lille

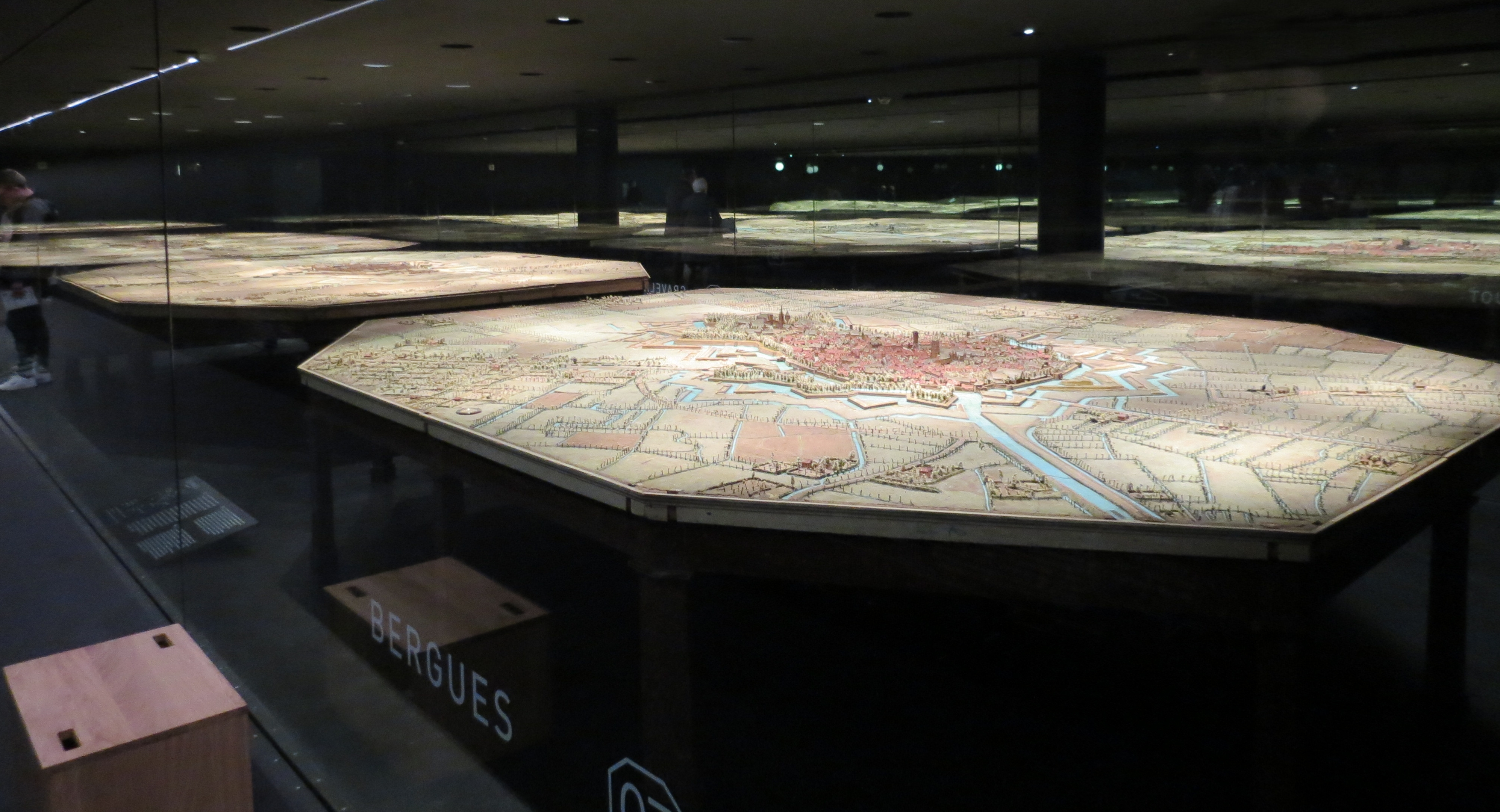
Salle des plans-reliefs, PBA Lille.

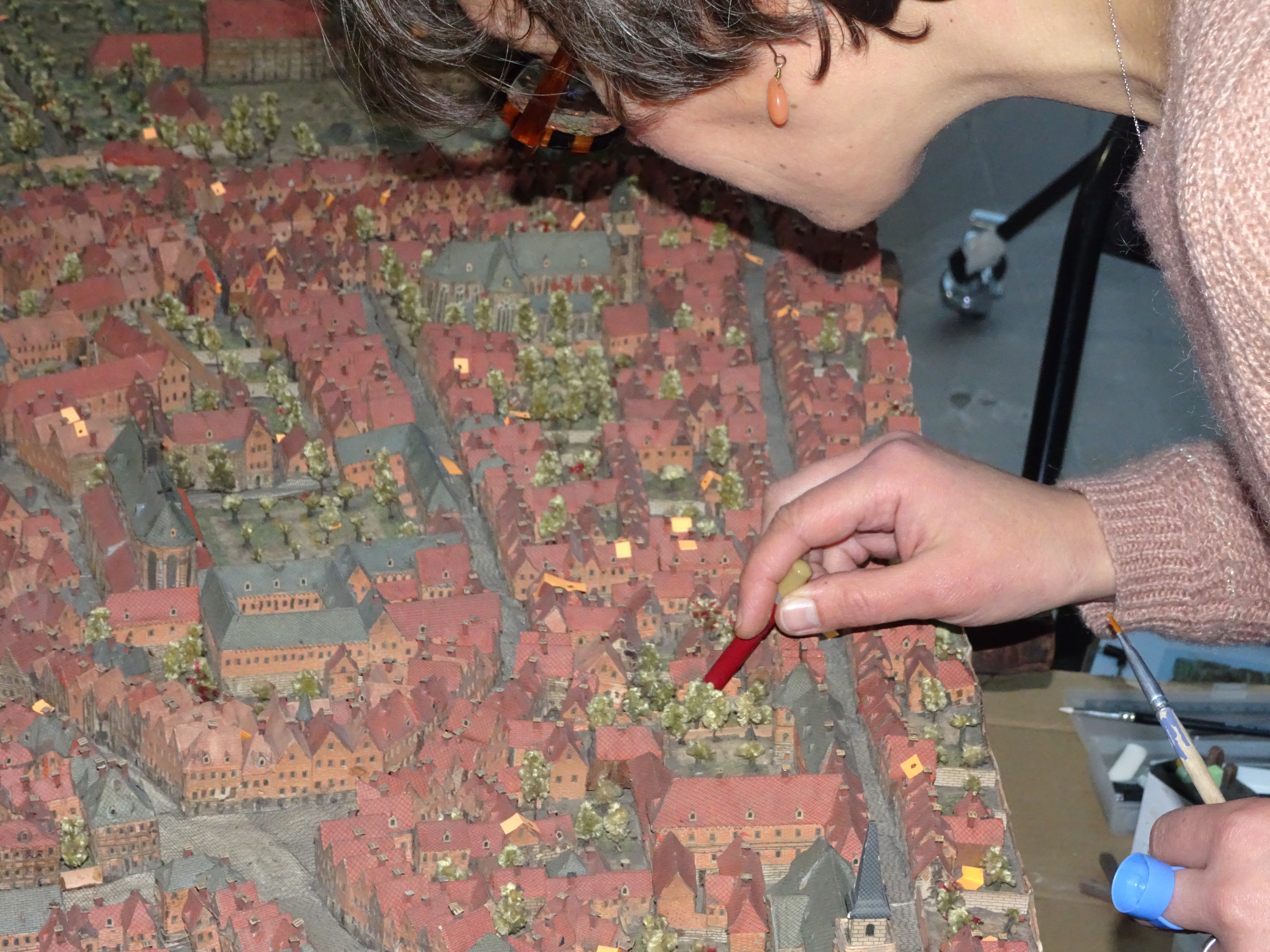
Restauration du plan-relief de Tournai, 2018.

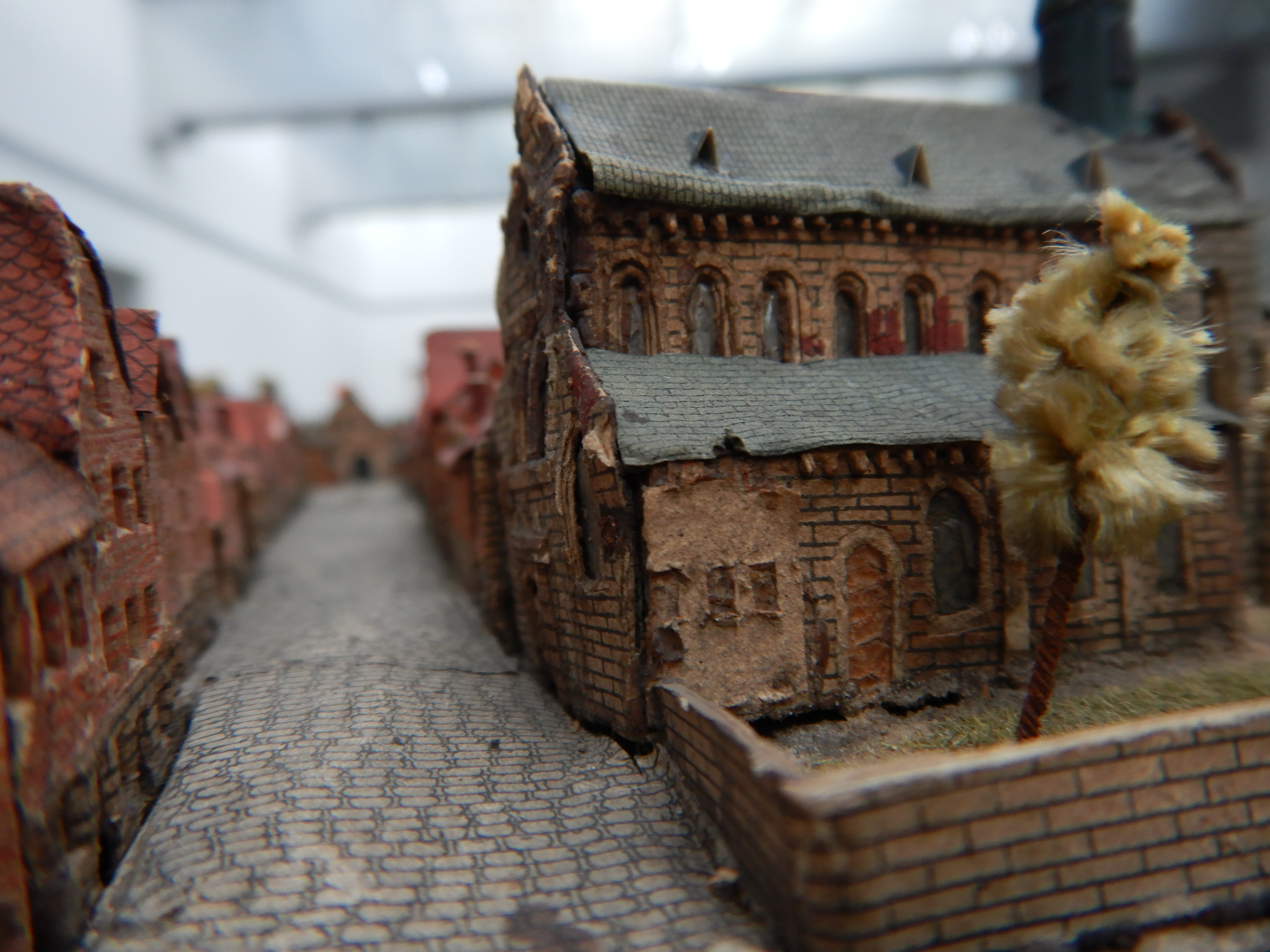
Détail du plan-relief de Tournai, en cours de restauration, 2018.

Le département des plans-reliefs du palais des Beaux-Arts de Lille comprend quinze maquettes à l'échelle de un pied pour 100 toises (soit environ 1/600e) de villes fortifiées par Vauban au nord du royaume de France, réalisées pour l’essentiel au cours du XVIIIe siècle à des fins militaires. 

## Historique
En 1668, Louvois, alors secrétaire d’État à la guerre, demande à Vauban de faire exécuter le premier plan-relief, celui de Dunkerque, puis en multiplie l'usage pour « faire toucher au doigt et à l’œil tous les défauts » de ces places et les faire « corriger ».
À partir des années 1680, l’échelle unique d’un pied pour cent toises est adoptée et, en 1743, deux ateliers entièrement consacrés à la construction des plans-reliefs sont créés à Béthune et à Lille avant d'être transférés à Paris en 1756, d'abord au Louvre, puis dans les combles des Invalides à partir de 1777.
Les maquettes, de très grande dimension (entre 30 et 50 m2), restituent les villes dans leur configuration d'époque, mais aussi leur environnement, minutieusement reconstitué pour les besoins de l’artillerie.
Les plans-reliefs sont formés de plusieurs tables assemblées dont la dimension permet aux artisans d'accéder au centre. Elles sont constituées d’une structure et de lames de bois de différentes épaisseurs, retaillées afin de restituer les accidents du relief, recouvertes de carton pour modeler le détail du terrain sur lequel sont collés, à la colle animale, du sable fin pour les sols et de la soie hachée pour les espaces verts. Les bâtiments sont taillés dans des blocs de tilleul décorés avec du papier gravé ou peint, la végétation est faite en chenilles de soie torsadée dans des fils de fer[réf. souhaitée].
Mises en dépôt par le musée des Plans-reliefs de Paris en 1987, les maquettes exposées figurent :
- sept places fortes situées dans le nord de la France : Calais (1691), Bergues (1699), Bouchain (1715), Lille (1740-1743)[Pba 3], Aire-sur-la-Lys (1743), Gravelines (1756) et Avesnes (1824-1826) ;
- sept situées aujourd’hui en Belgique, soit Charleroi (1695), Ath (1697), Ypres (1698-1702), Tournai (1701), Menin (1702), Audenarde (1747) et Namur (1747-1750) ;
- une aux Pays-Bas, Maastricht (1752)[4].

## Liste des plans-reliefs en dépôt au palais des Beaux-Arts de Lille

### Calais (1691)
- Calais  France, 753 x 463 cm, échelle 1/600, 6 tables (1691)

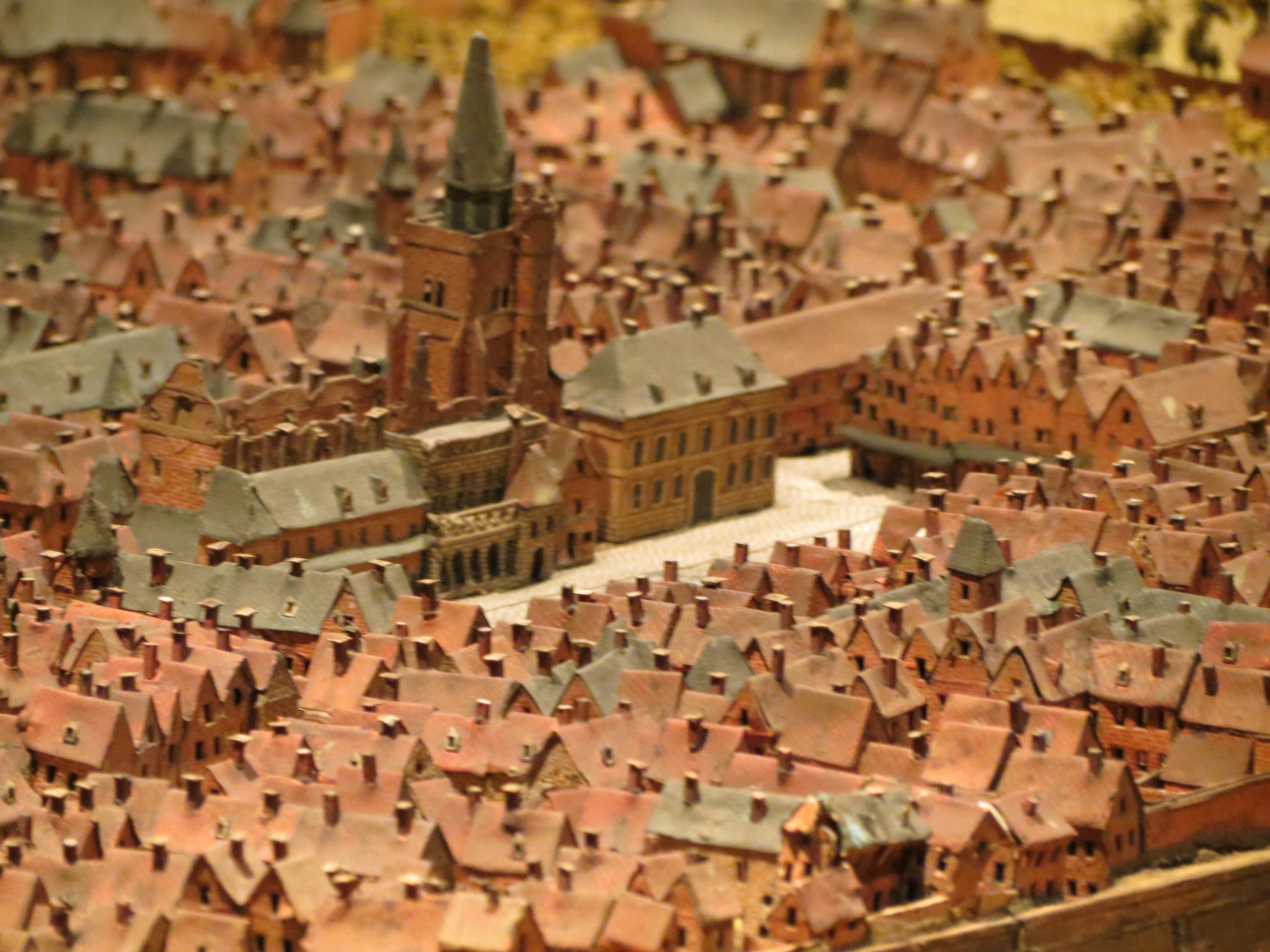
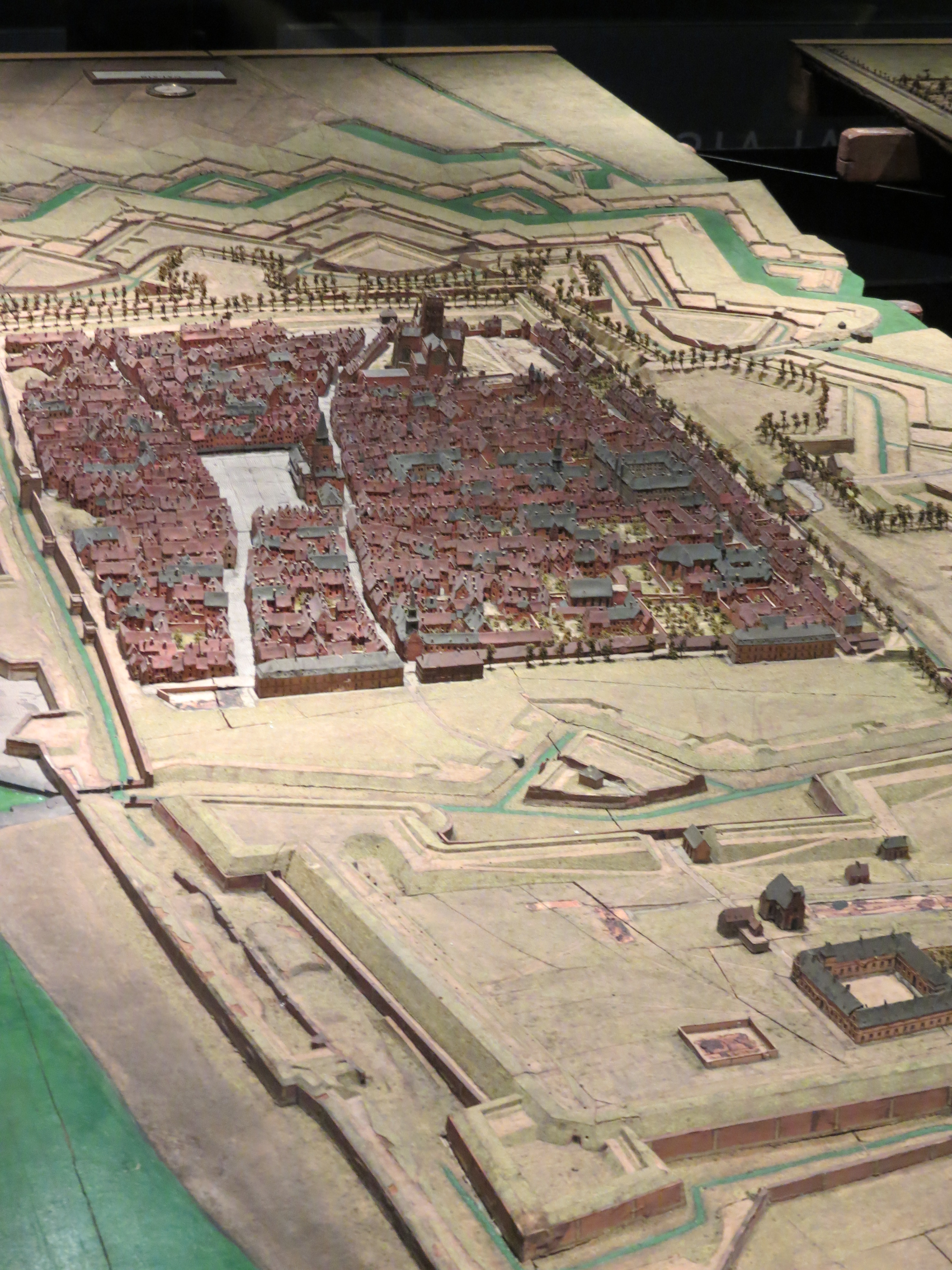
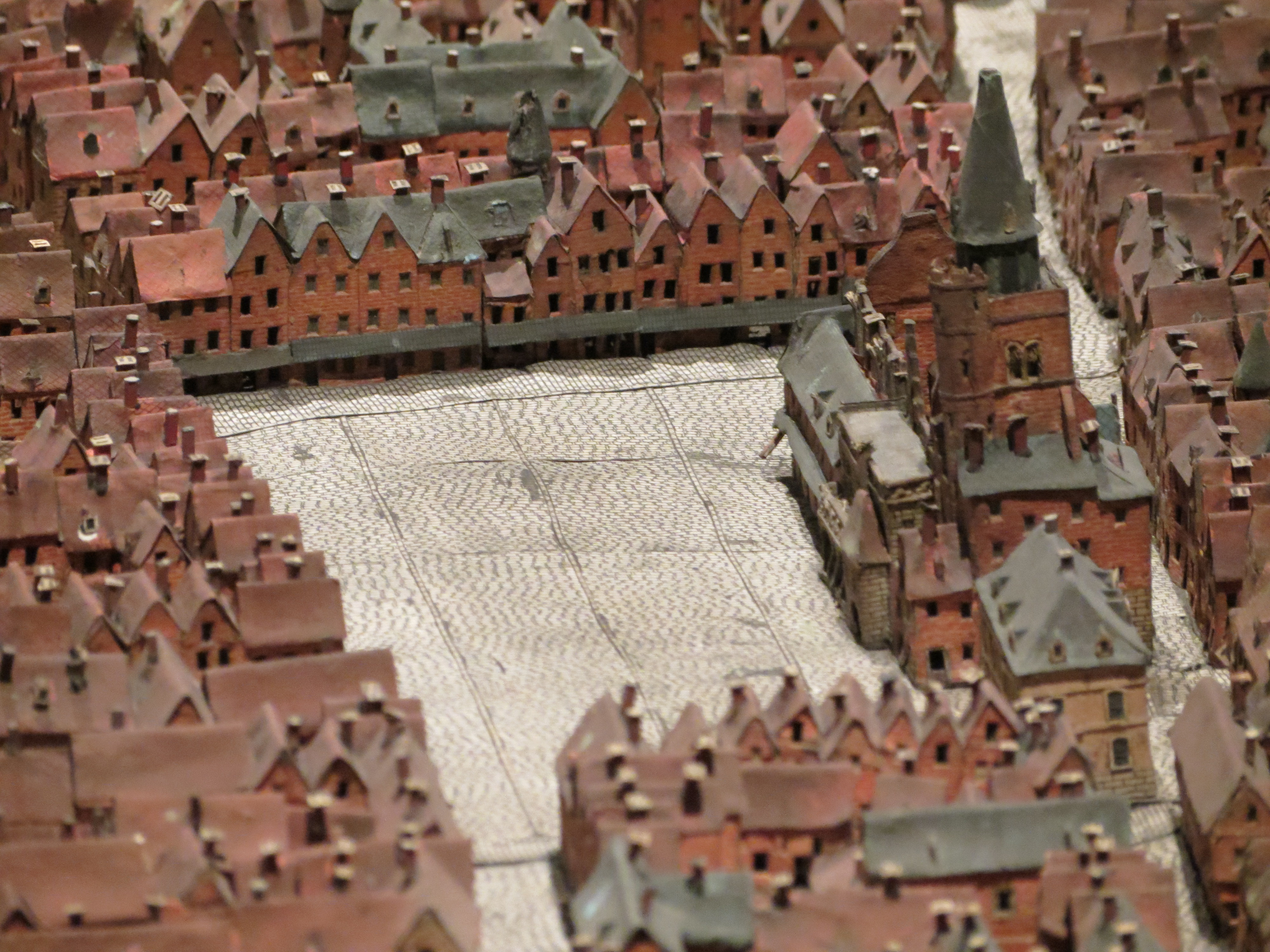

### Charleroi (1695)
- Charleroi  Belgique, 405 x 340 cm, échelle 1/600, 4 tables (1695)

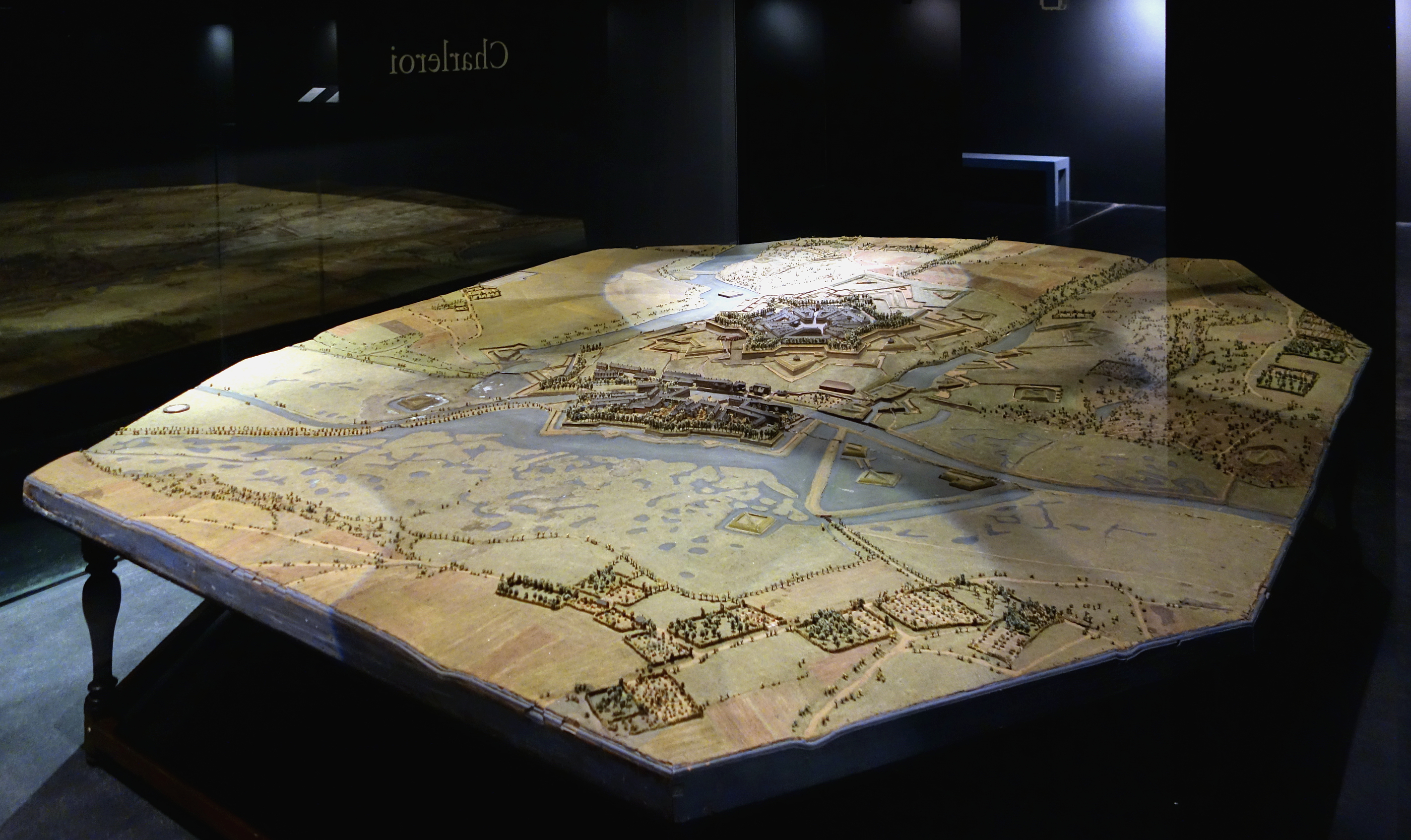
Plan-relief original
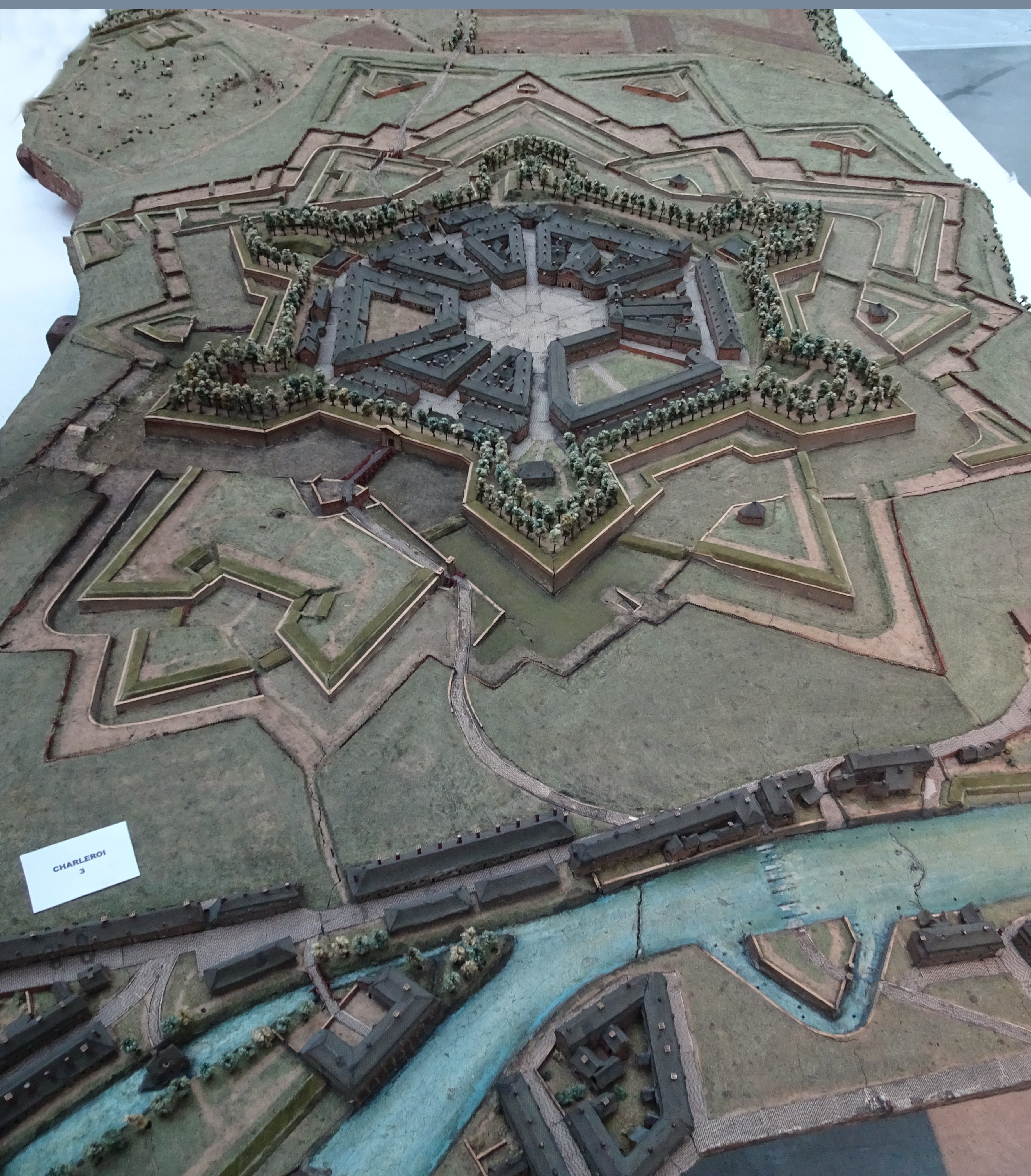
Portion du plan-relief original
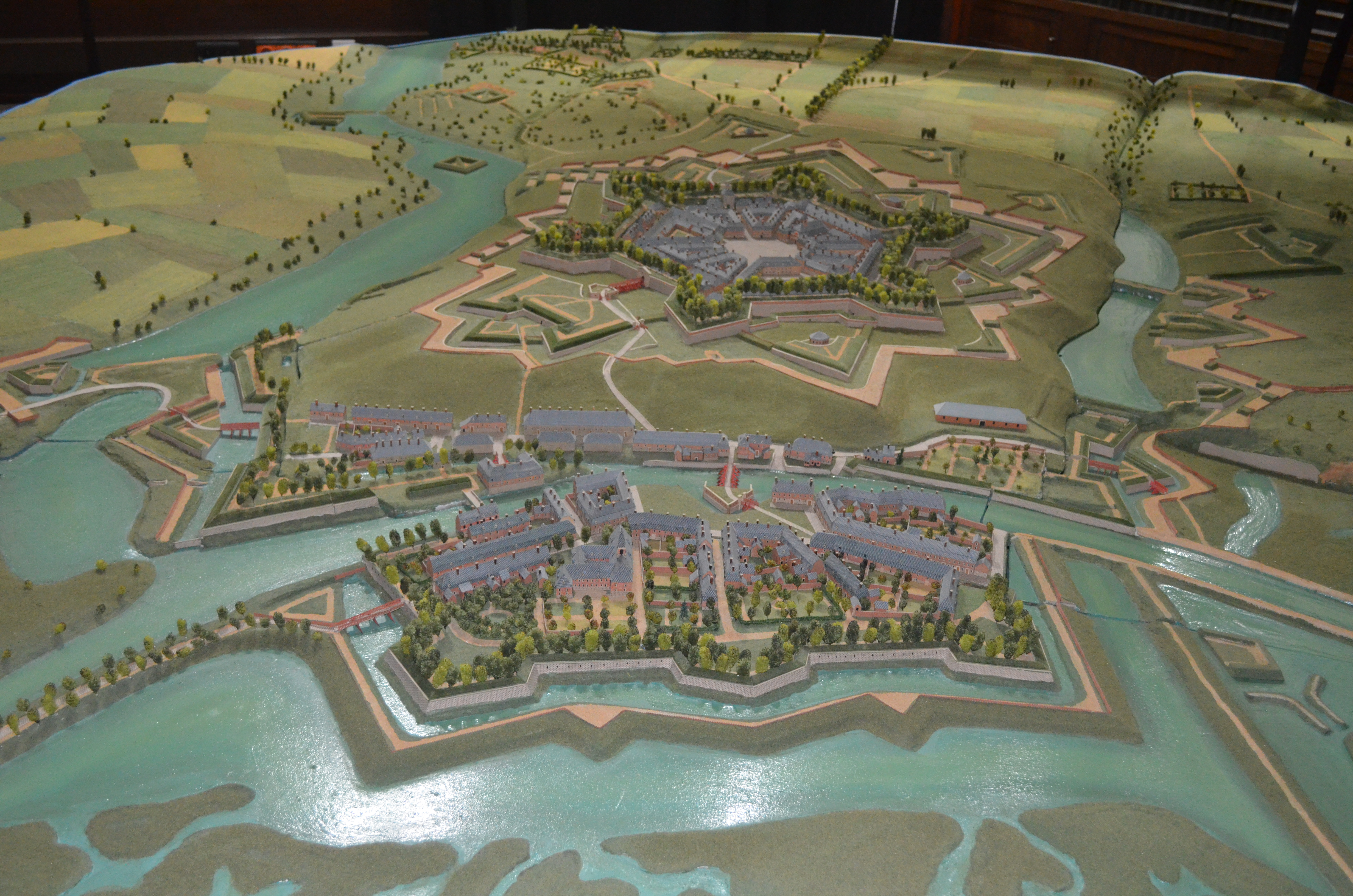
Copie moderne du plan-relief

### Ath (1697)
- Ath  Belgique, 480 x 378 cm, échelle 1/600, 5 tables (1697)

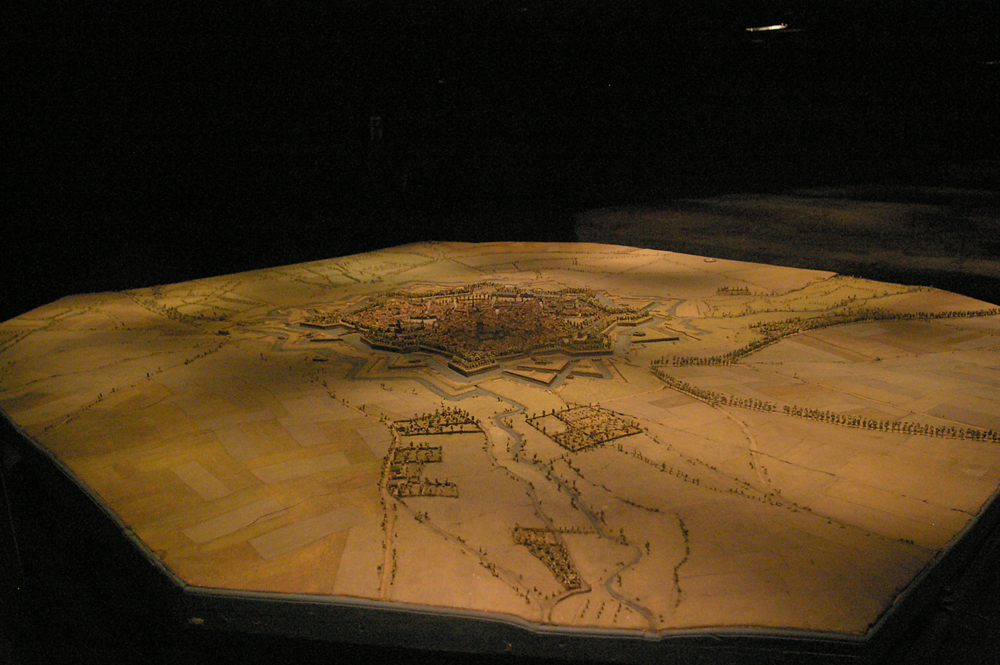
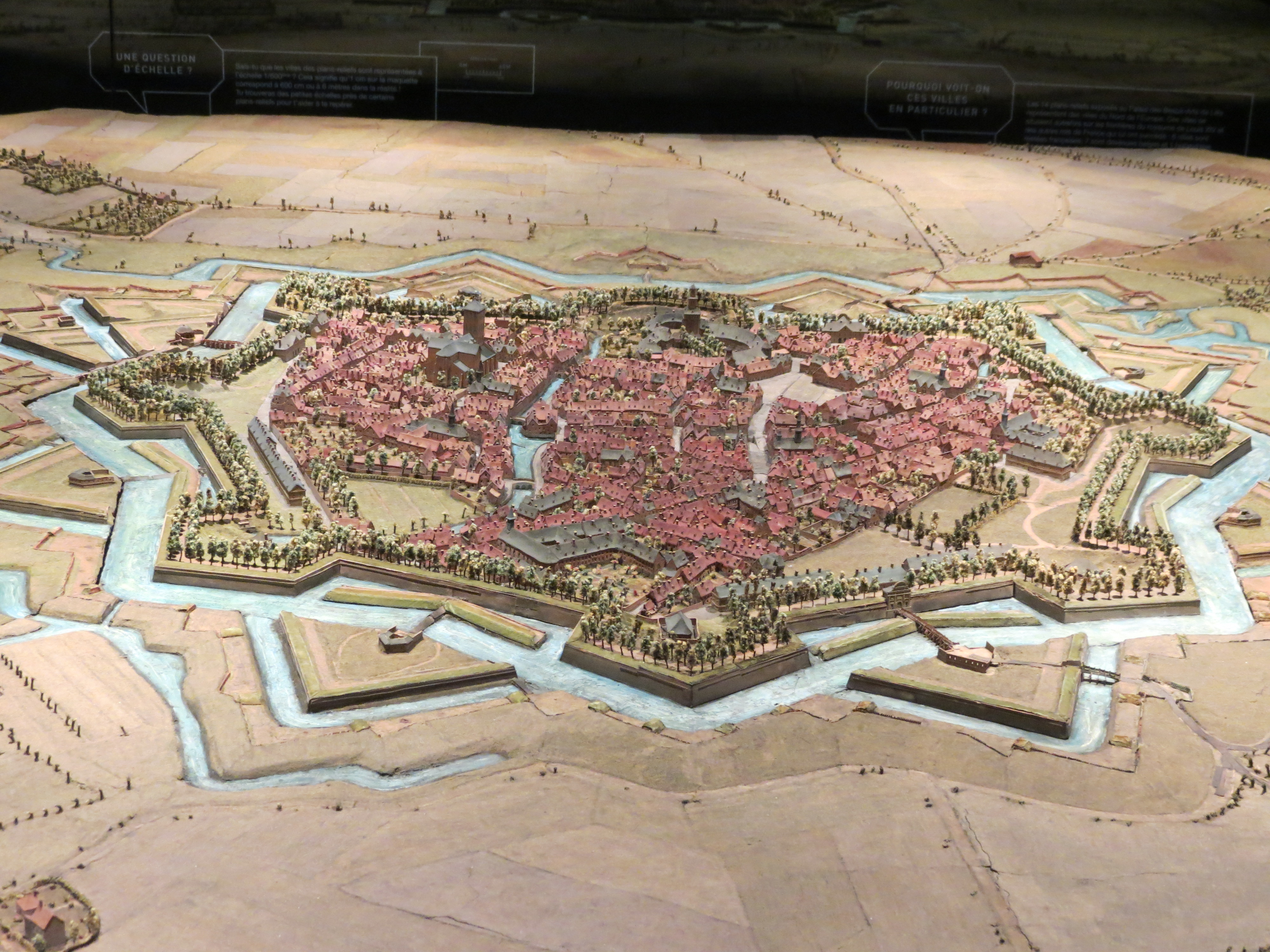
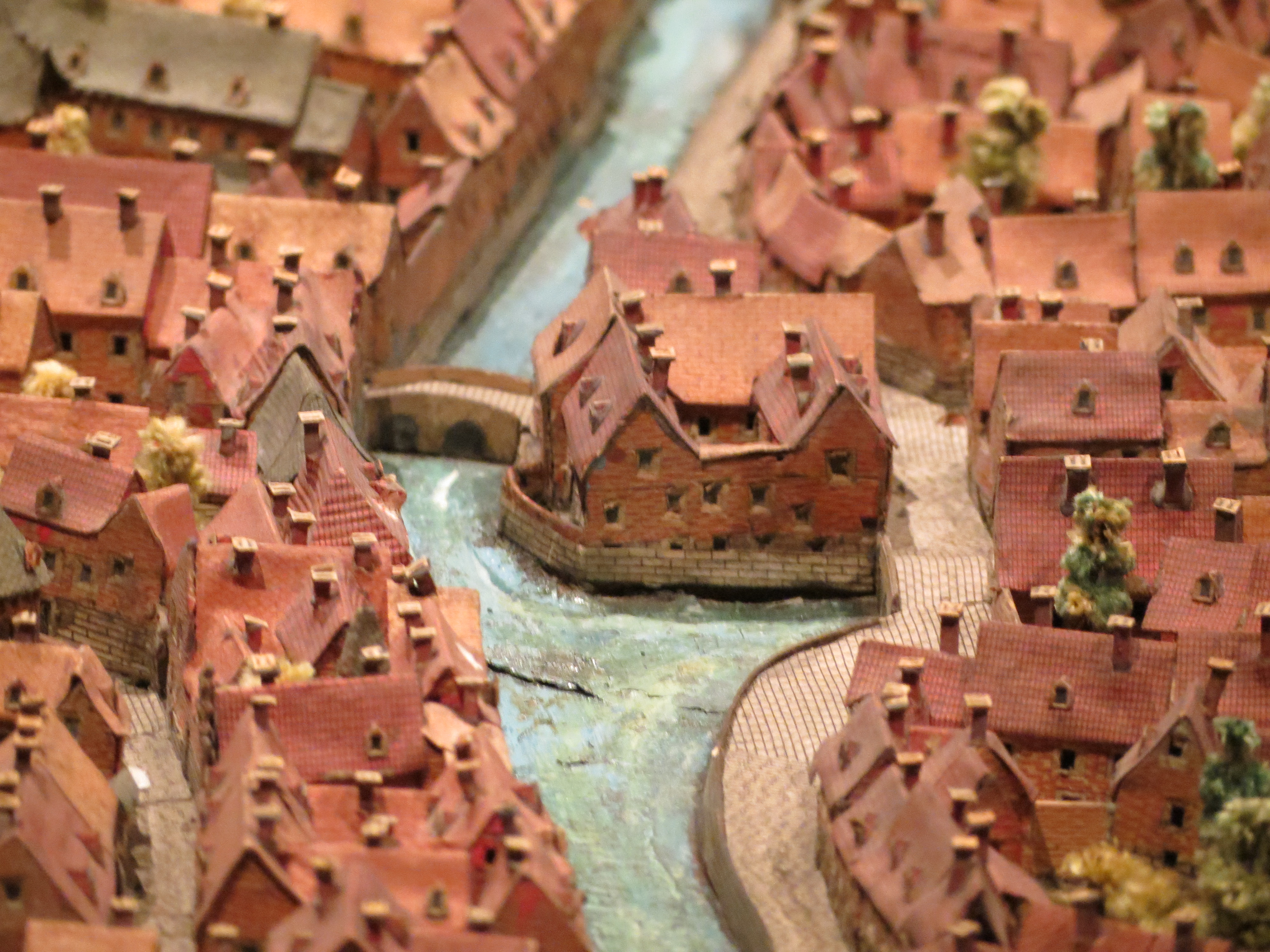

### Ypres (1698)
- Ypres  Belgique, par l'ingénieur Tessier de Derville, 944 x 548 cm, échelle 1/600, 12 tables (1698-1702)

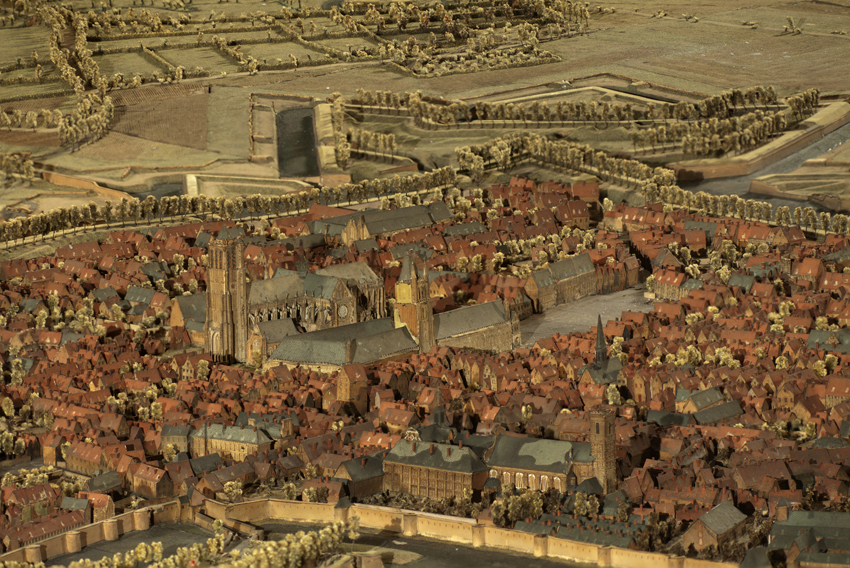
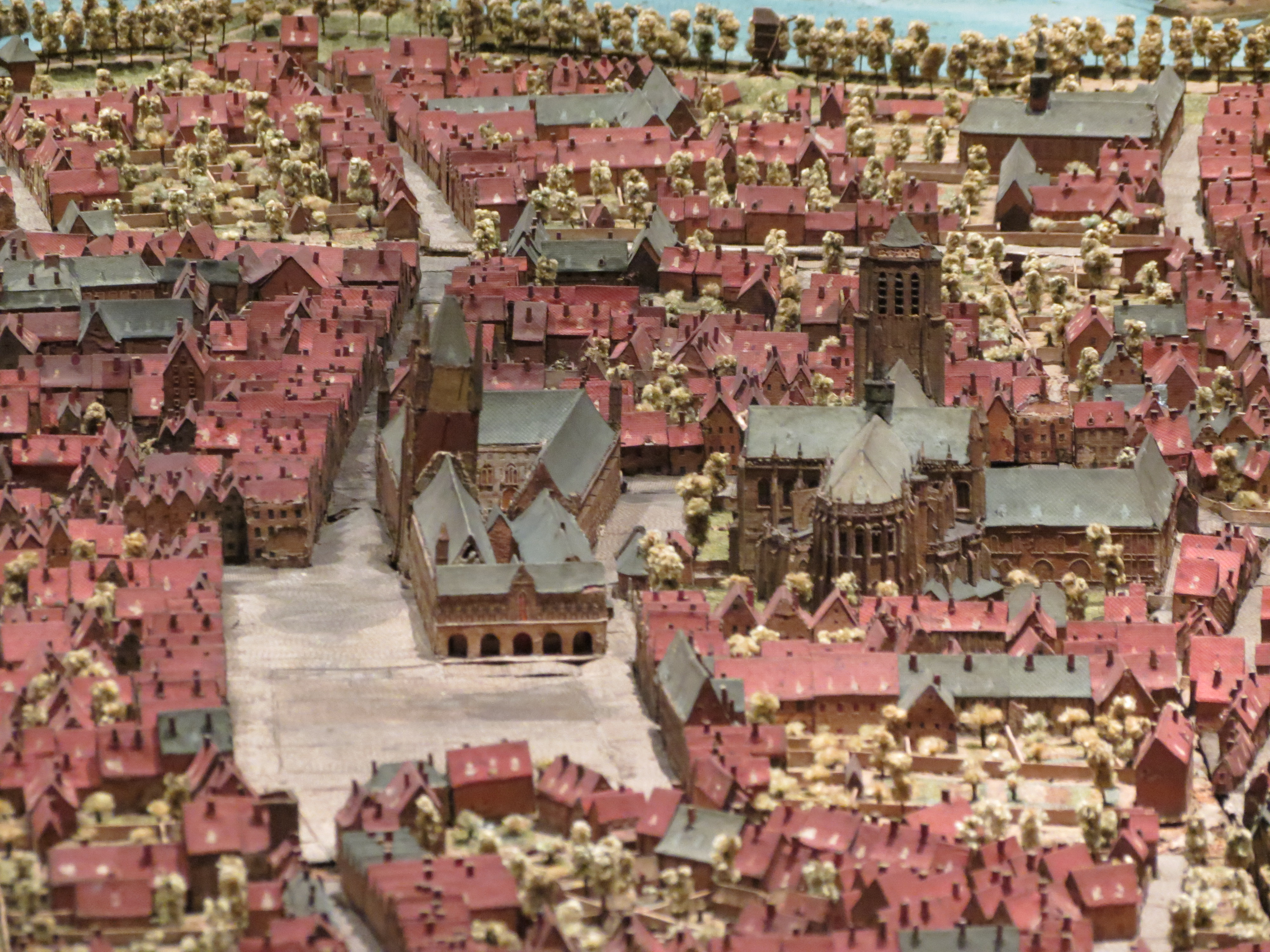
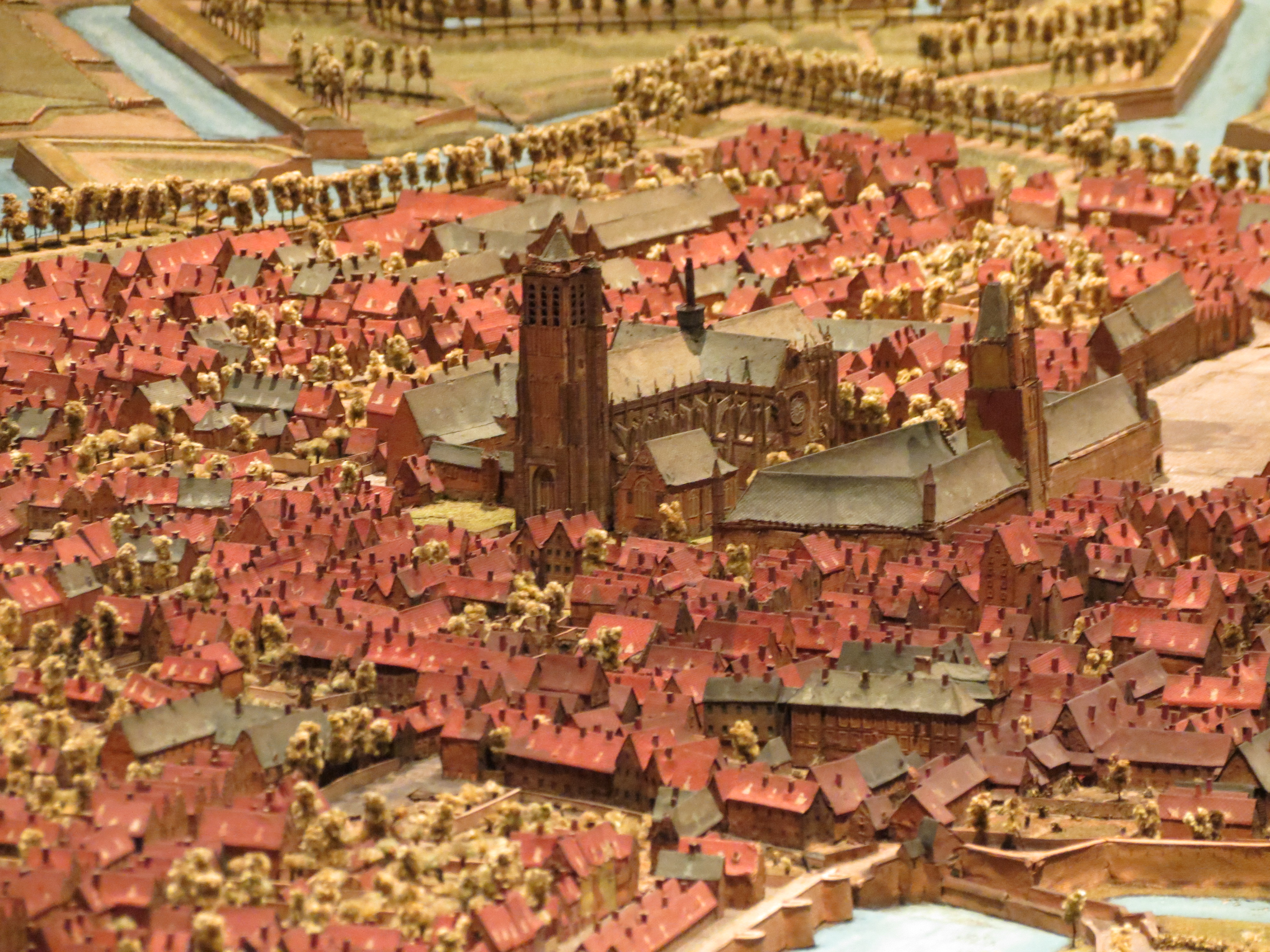

### Bergues (1699)
- Bergues  France, 441 x 376 cm, échelle 1/600, 6 tables (1699)

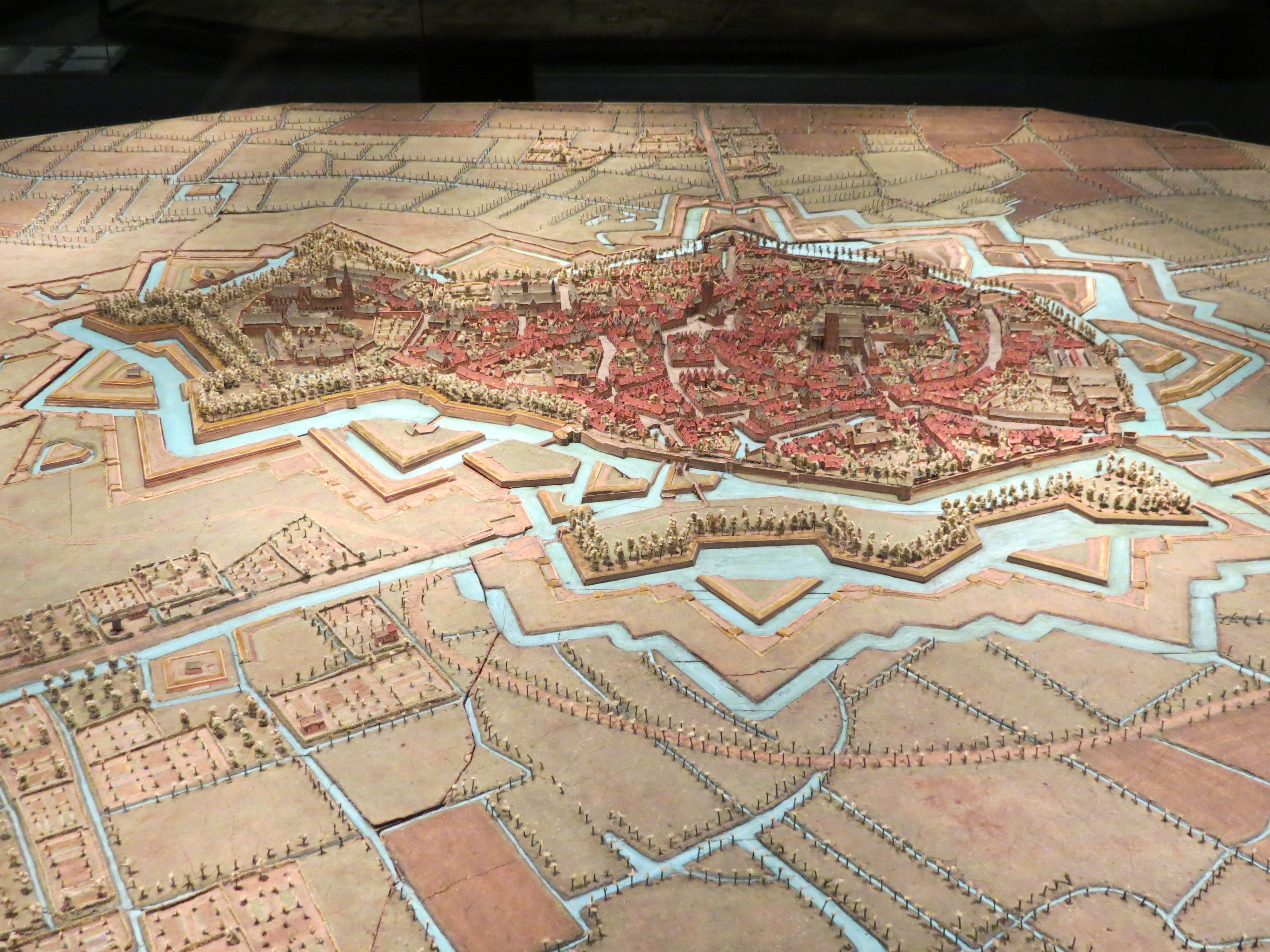
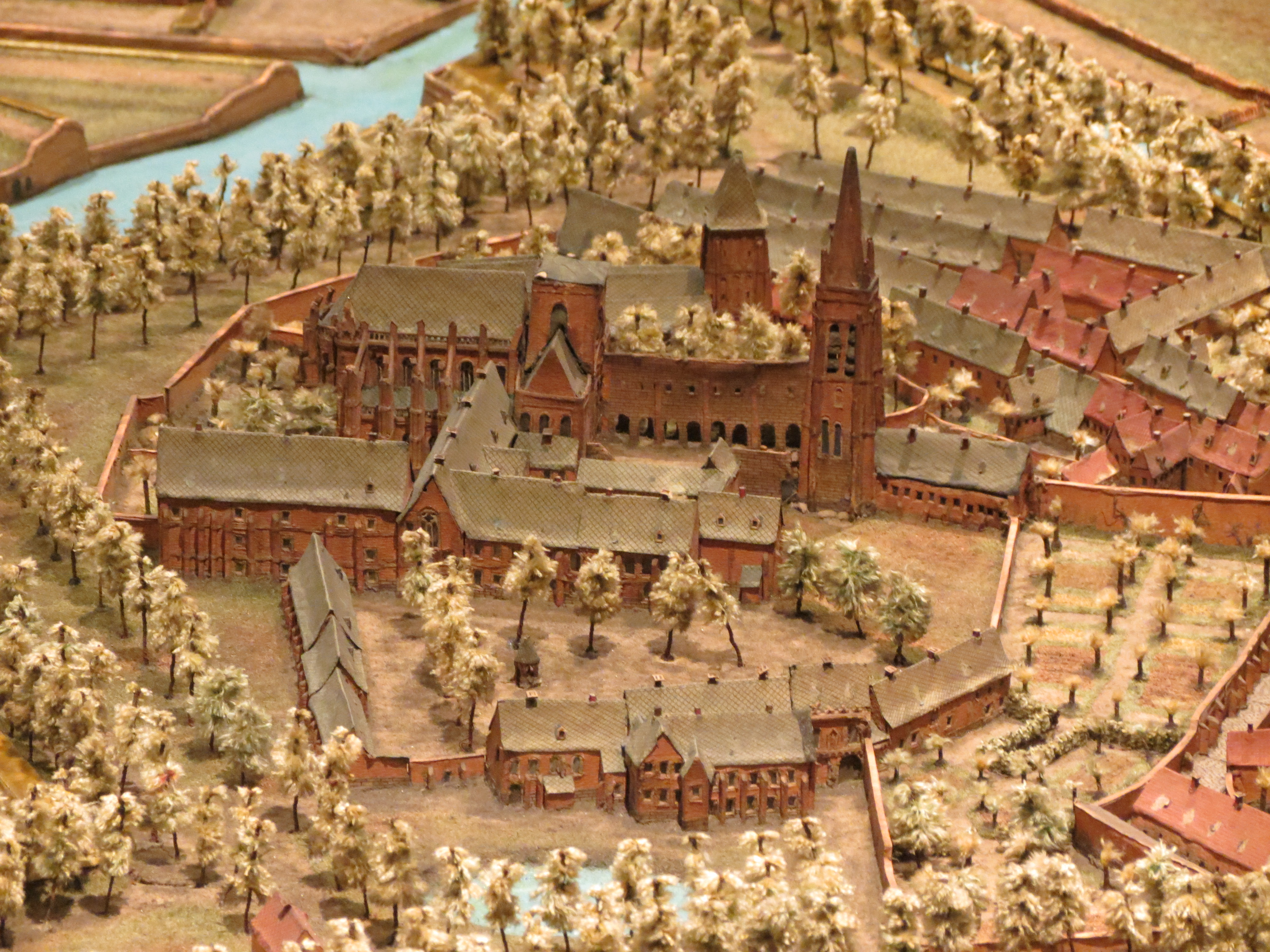
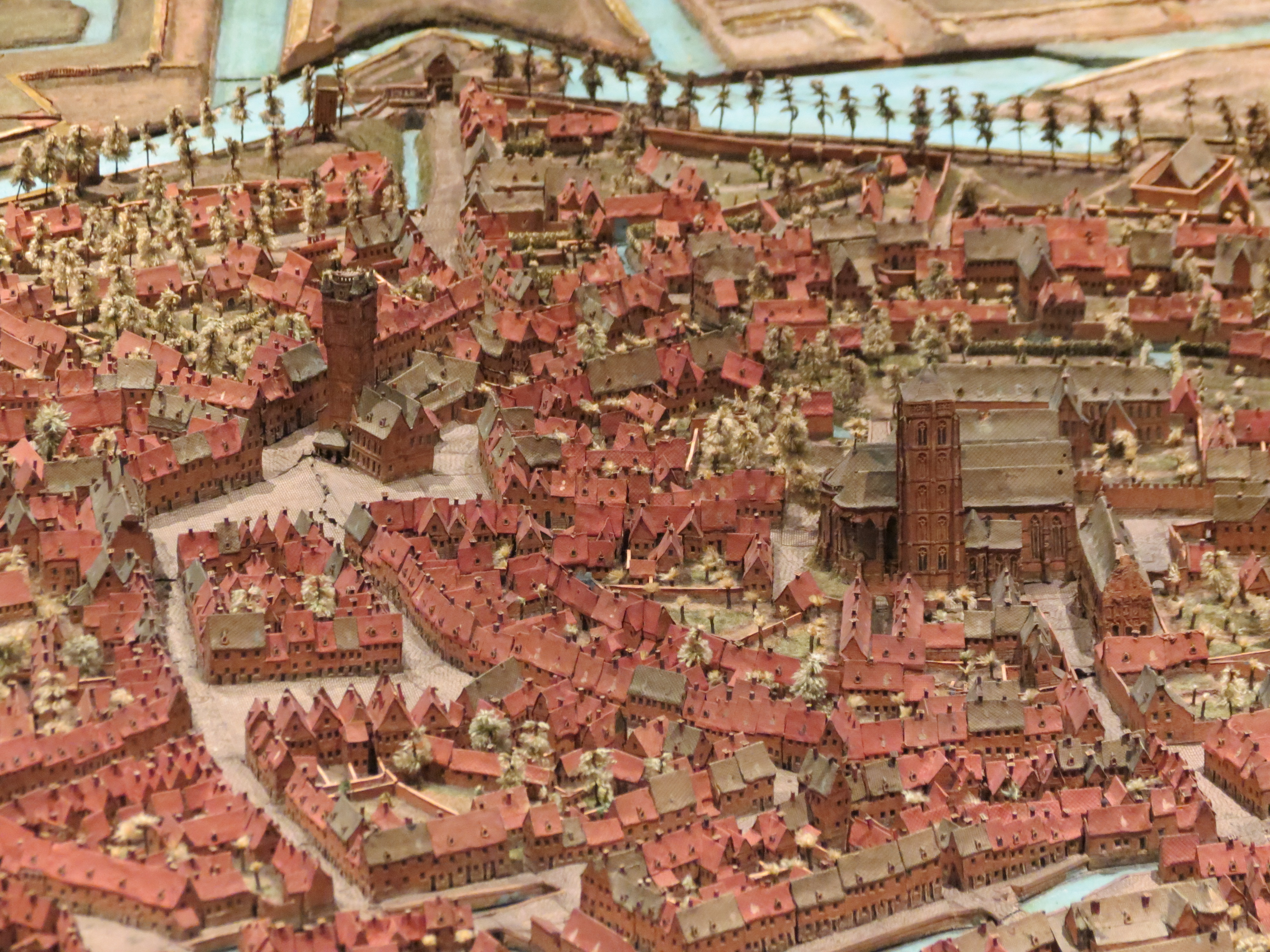

### Tournai (1701)
- Tournai  Belgique, par l'ingénieur Montaigu, 654 x 580 cm, échelle 1/600, 11 tables (1701)

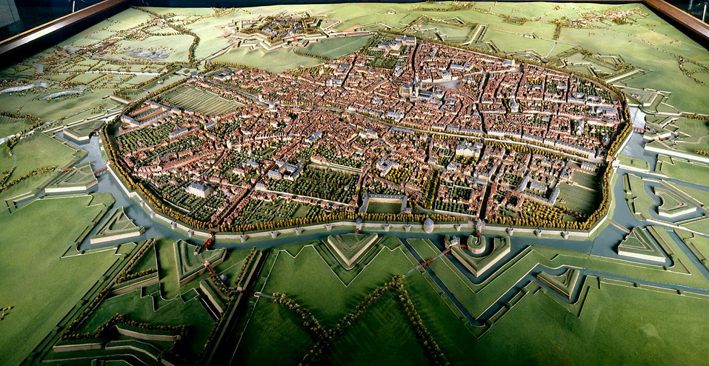
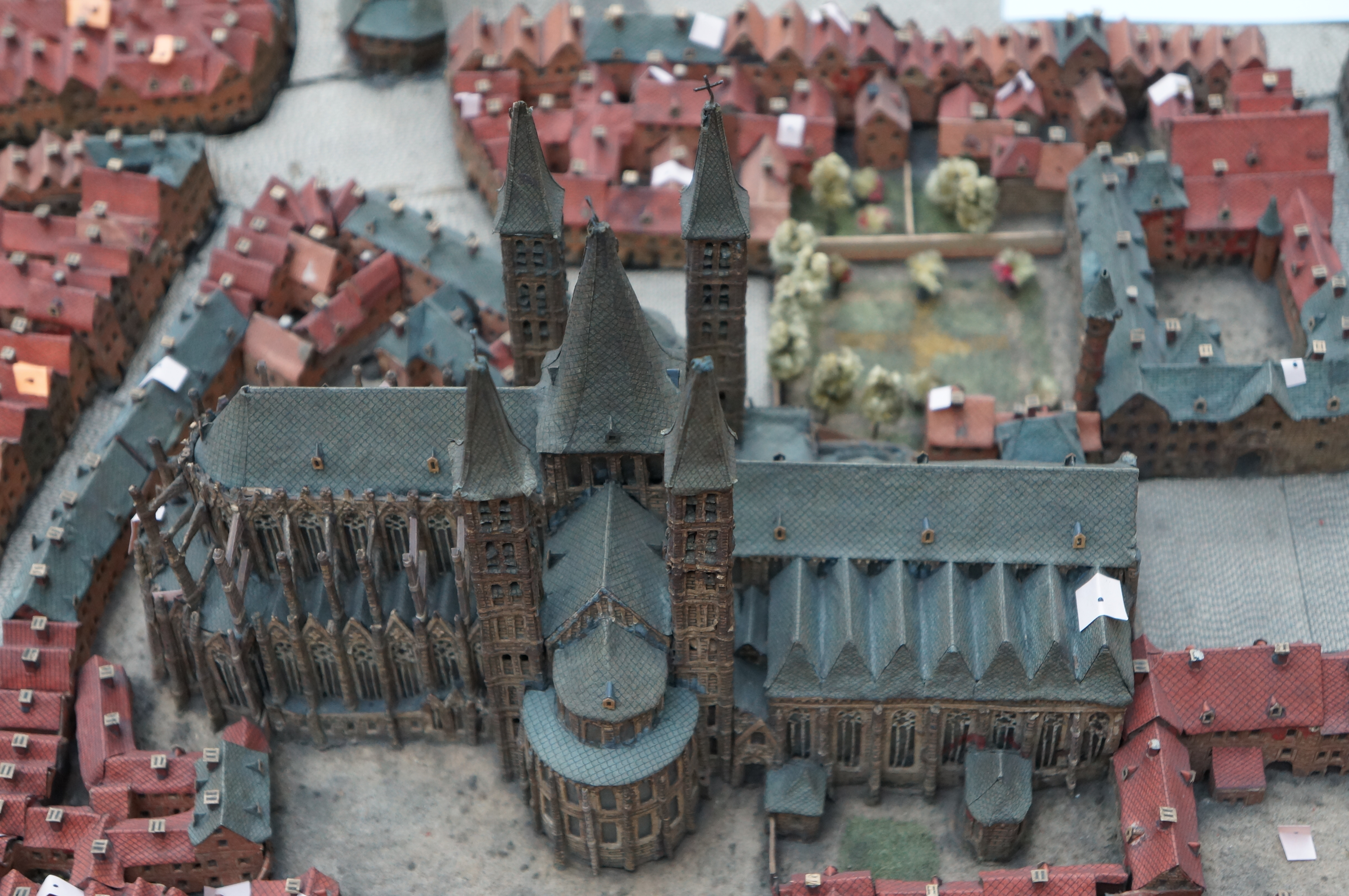
Cathédrale Notre-Dame de Tournai
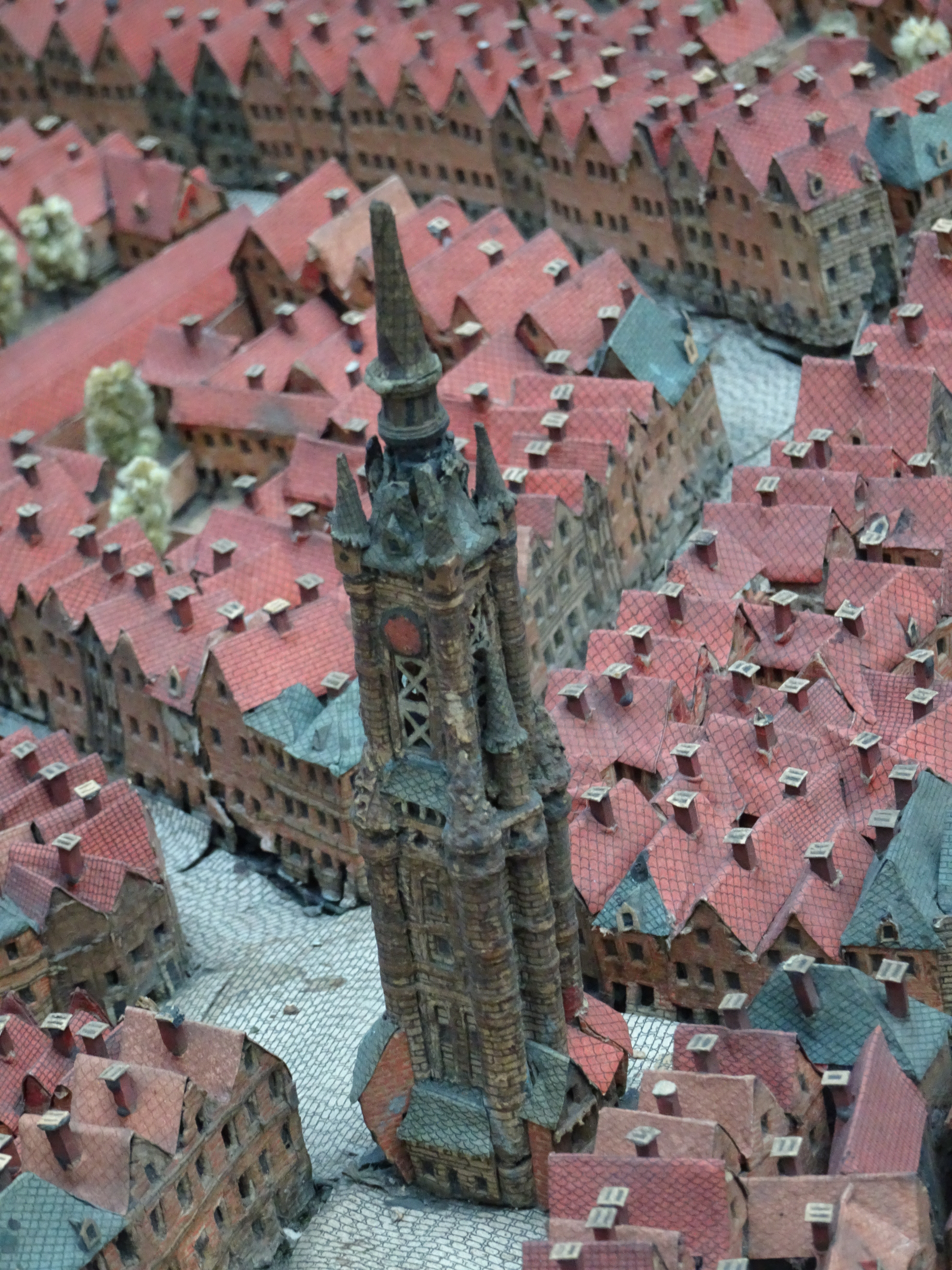
Beffroi de Tournai

### Menin (1702)
- Menin  Belgique, 542 x 372 cm, échelle 1/600, 6 tables (1702)

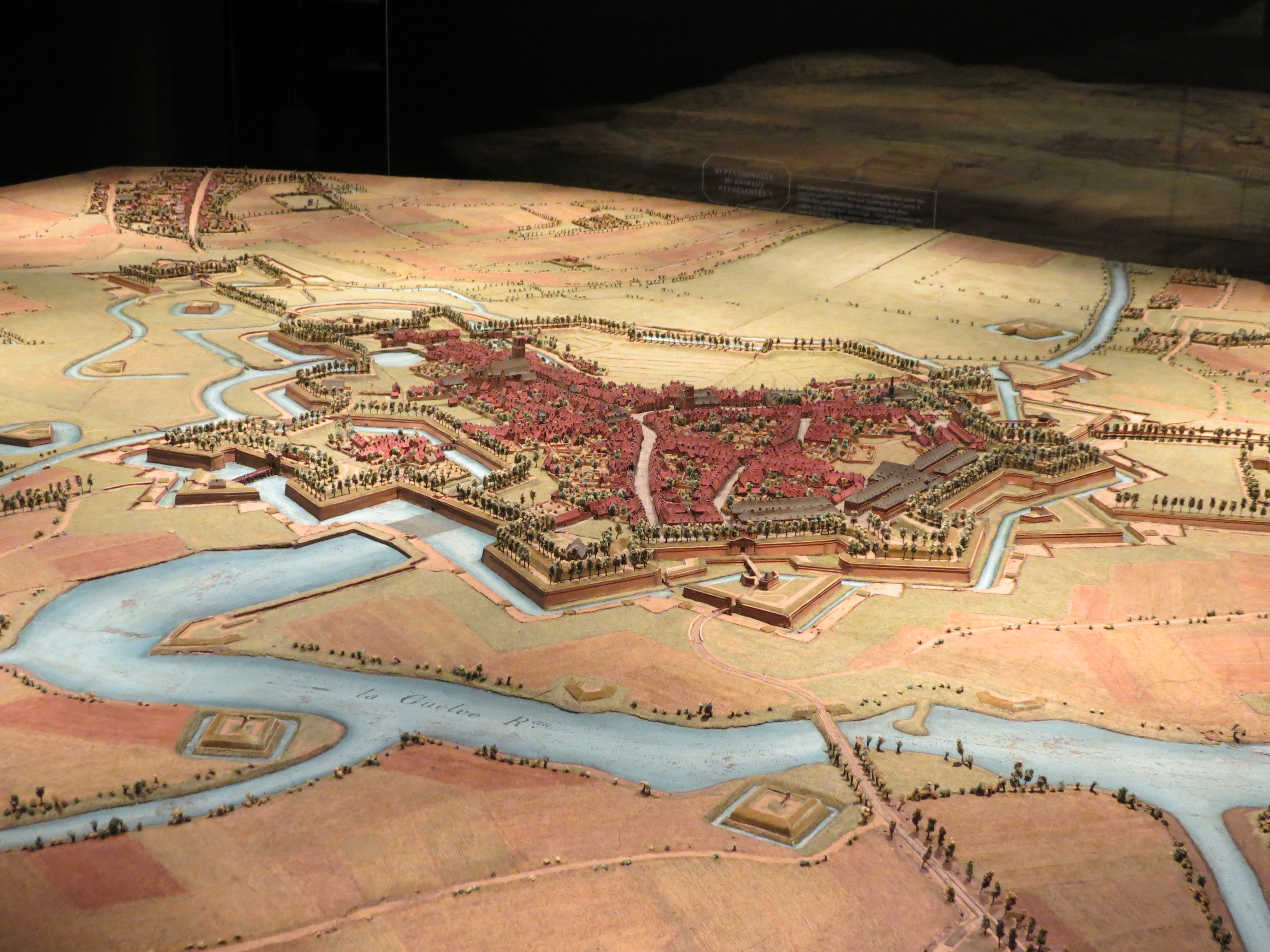
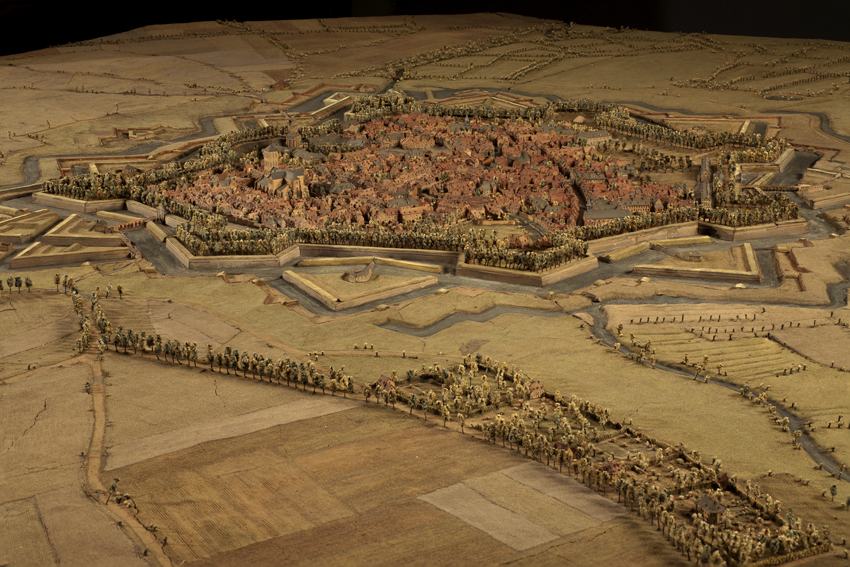

### Bouchain (1715)
- Bouchain  France, par l'ingénieur Ladevèze, 418 x 295 cm, échelle 1/600, 5 tables (1715)

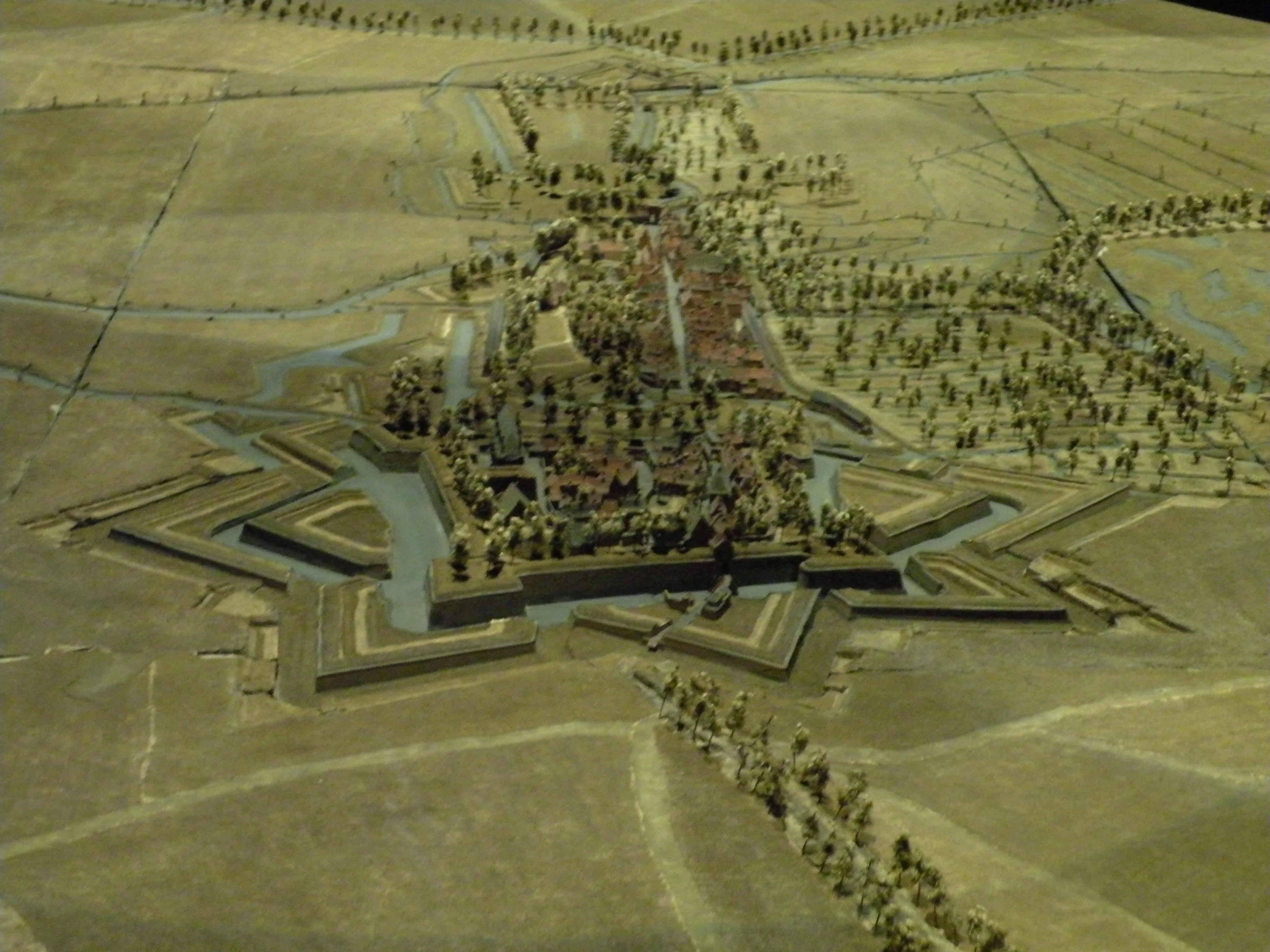

### Lille (1740)
- Lille  France, par l'ingénieur Nicolas de Nézot, 440 x 400 cm, échelle 1/600, 7 tables, papier, soie et bois (1740-1743)

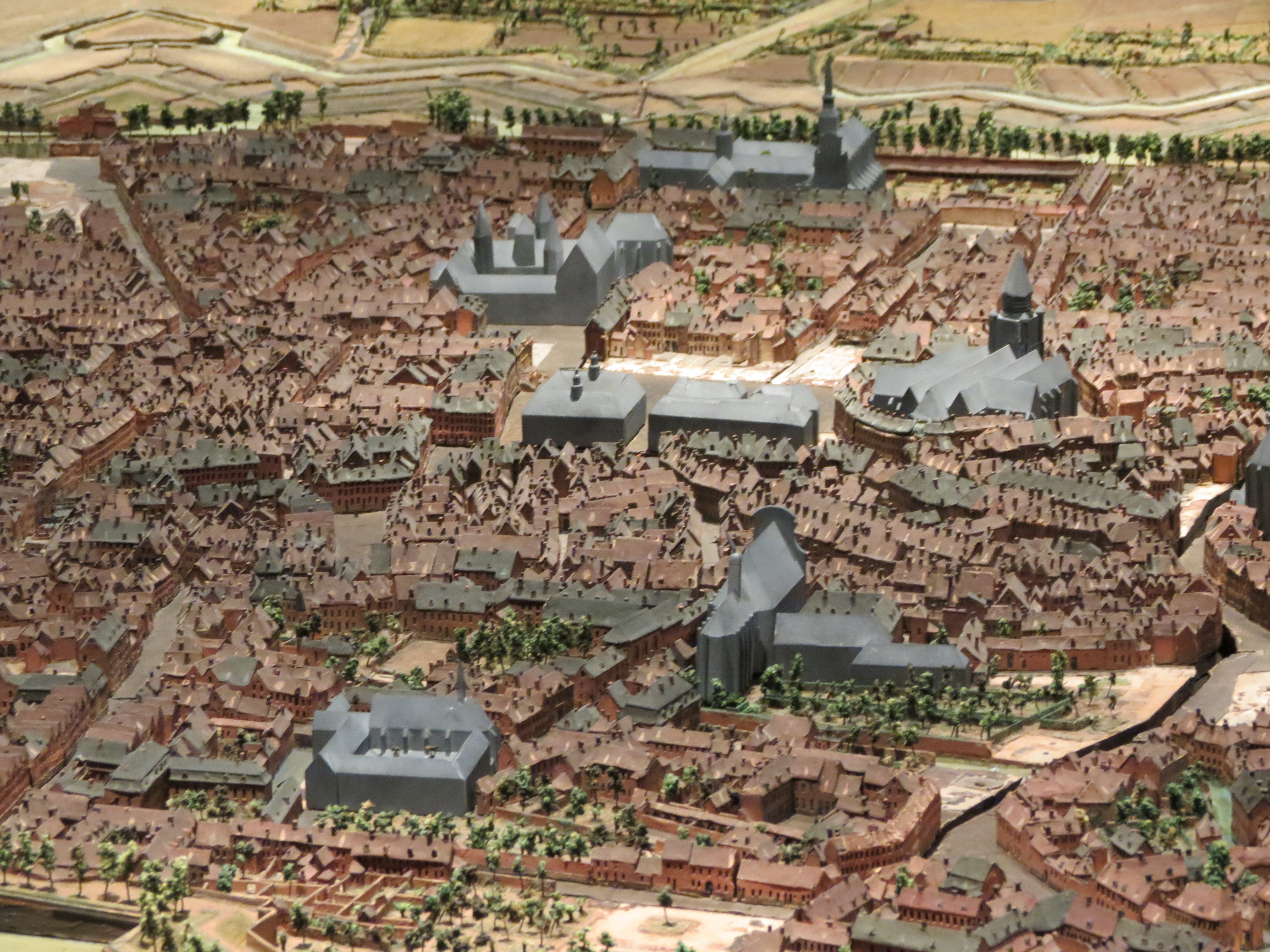
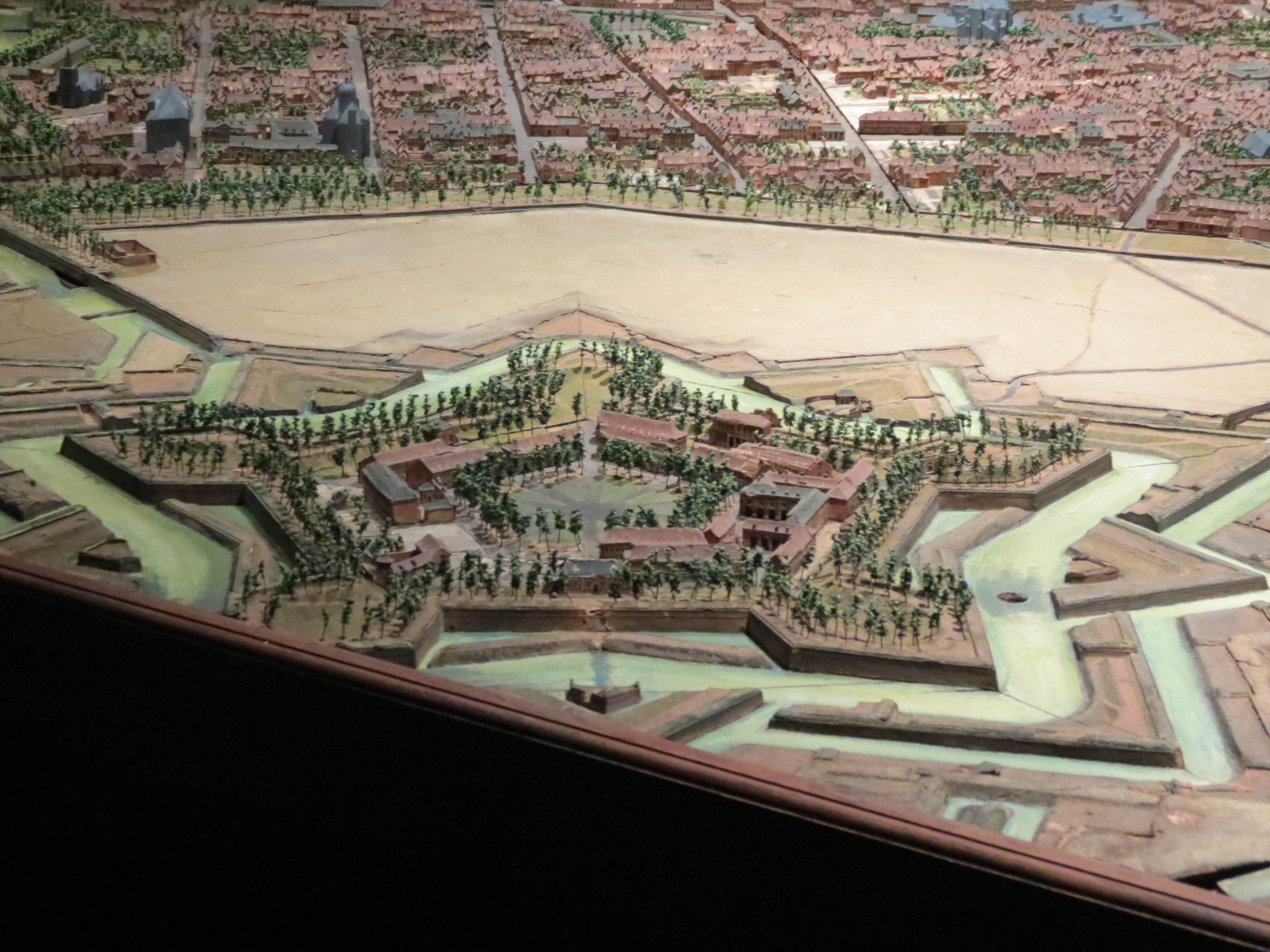
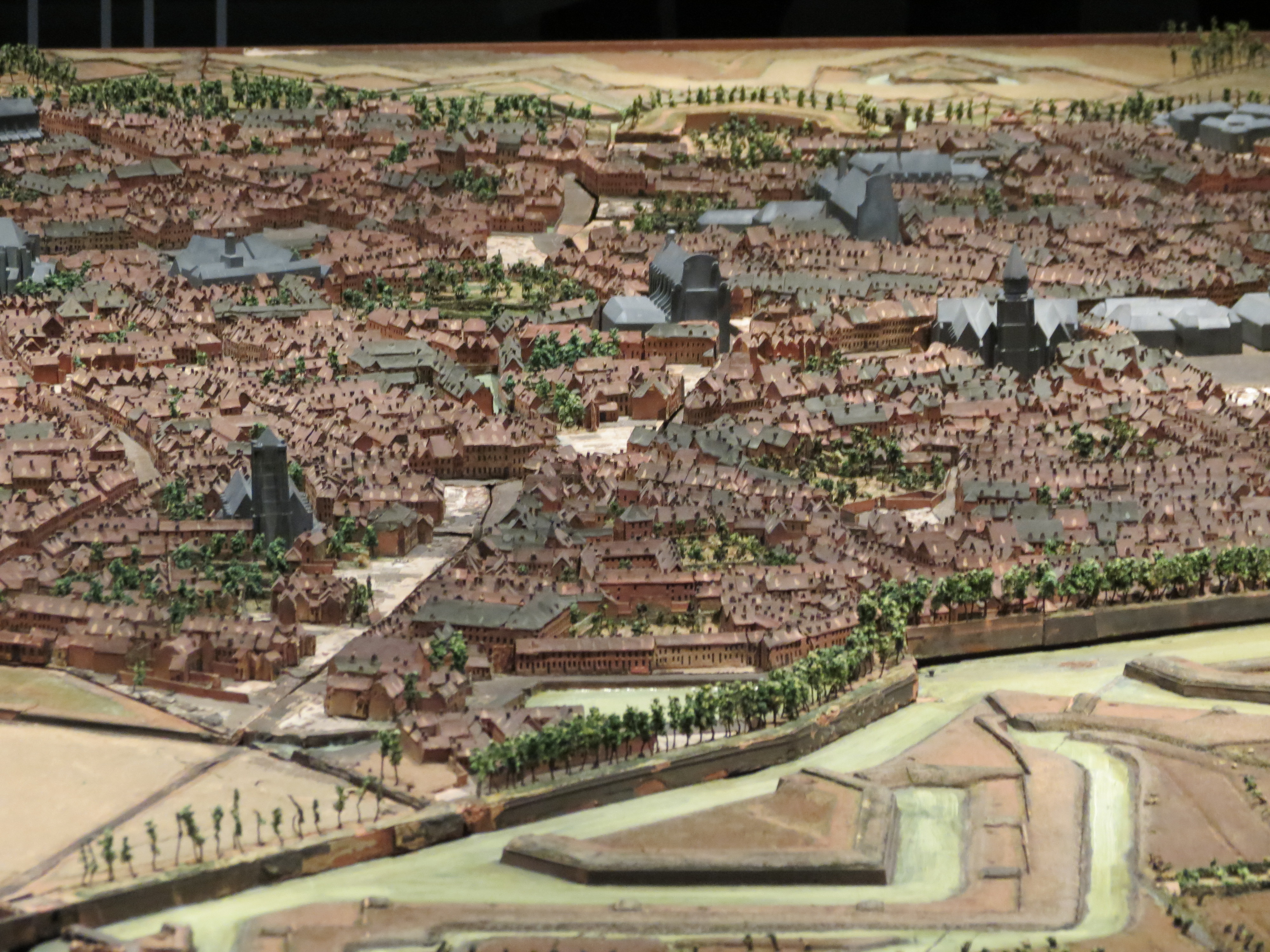

### Aire-sur-la-Lys (1743)
- Aire-sur-la-Lys  France, par l'ingénieur Nicolas de Nézot, 590 x 467 cm, échelle 1/600, 15 tables, papier, soie et bois (1743)

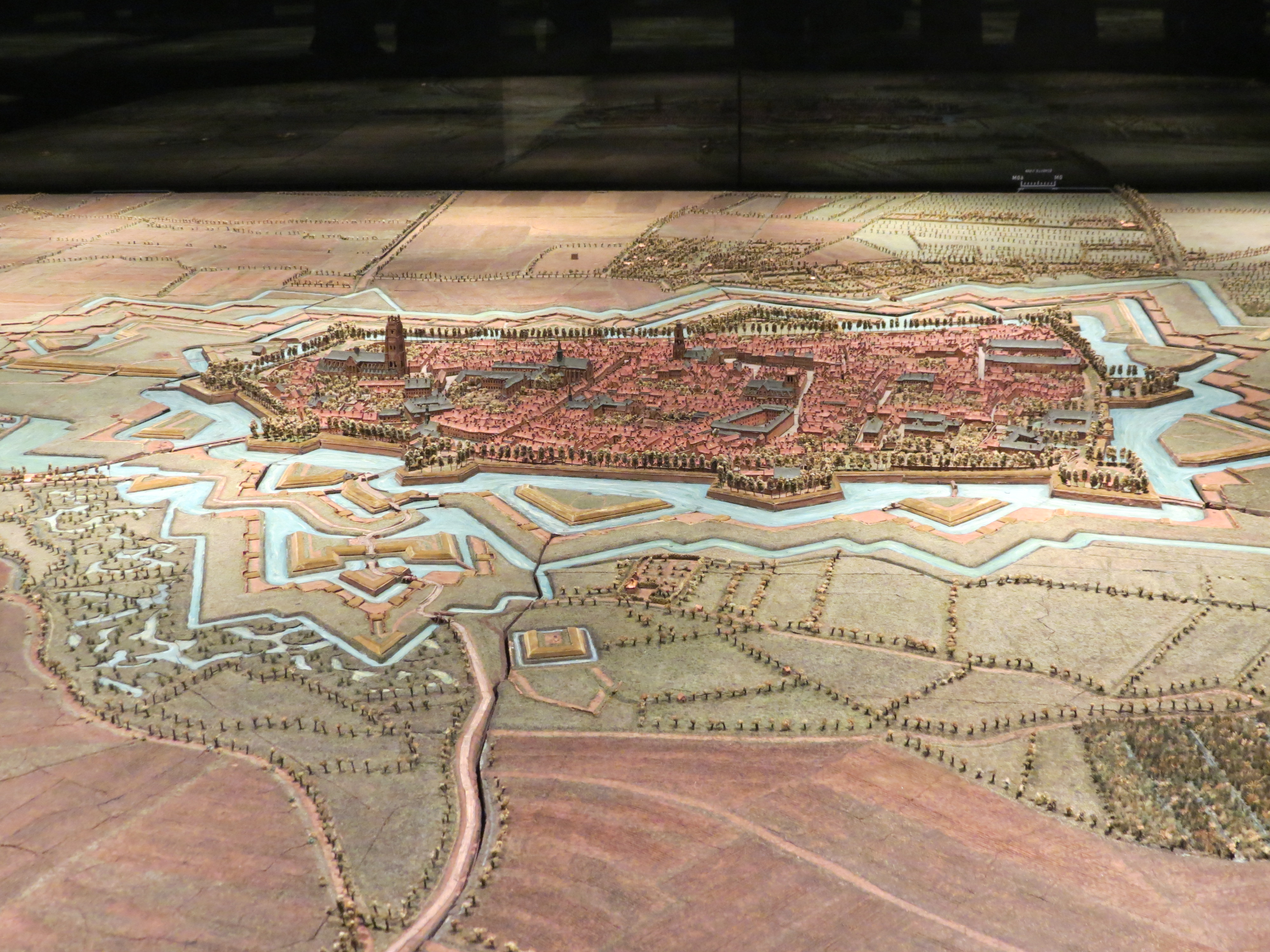
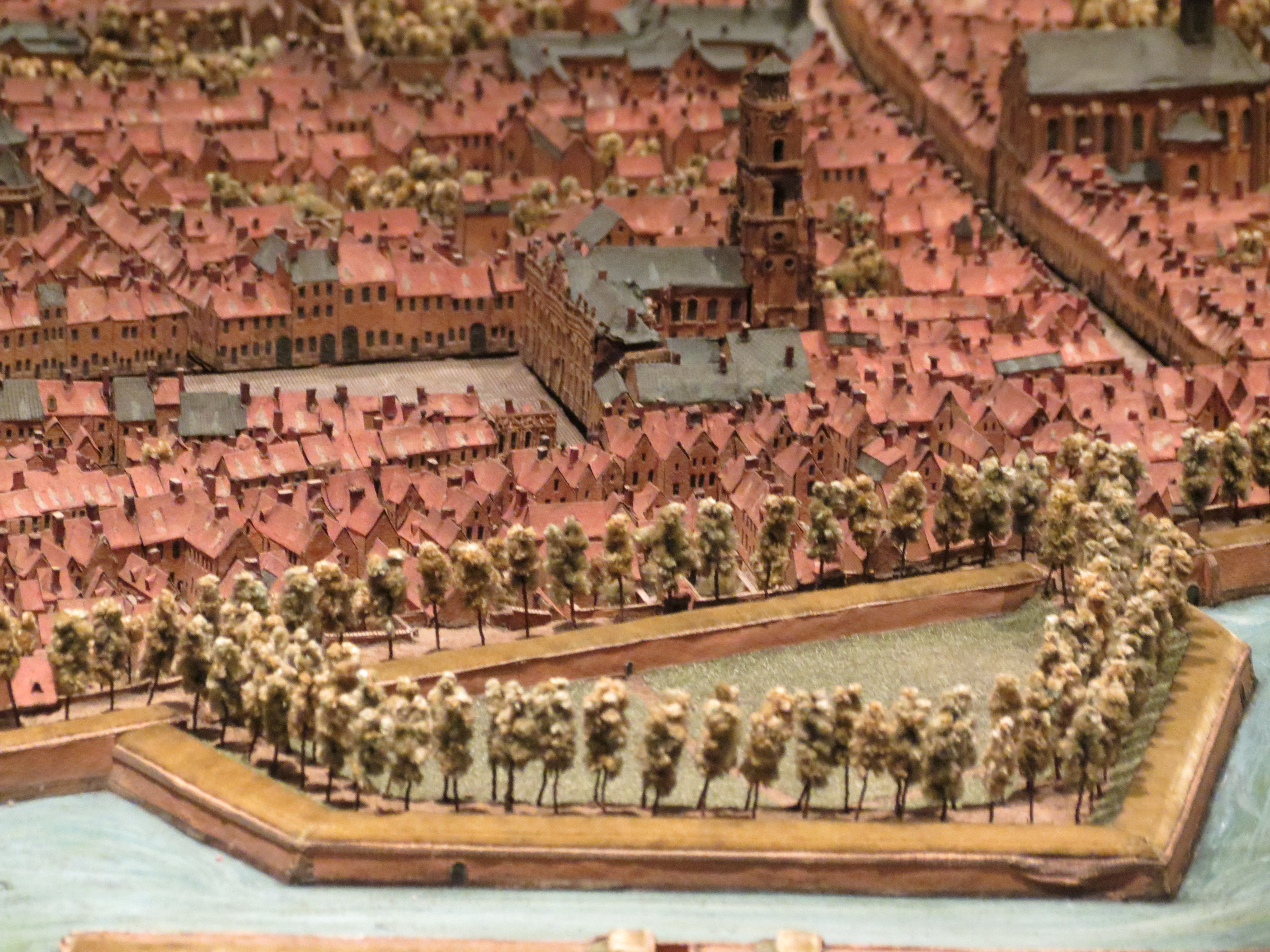
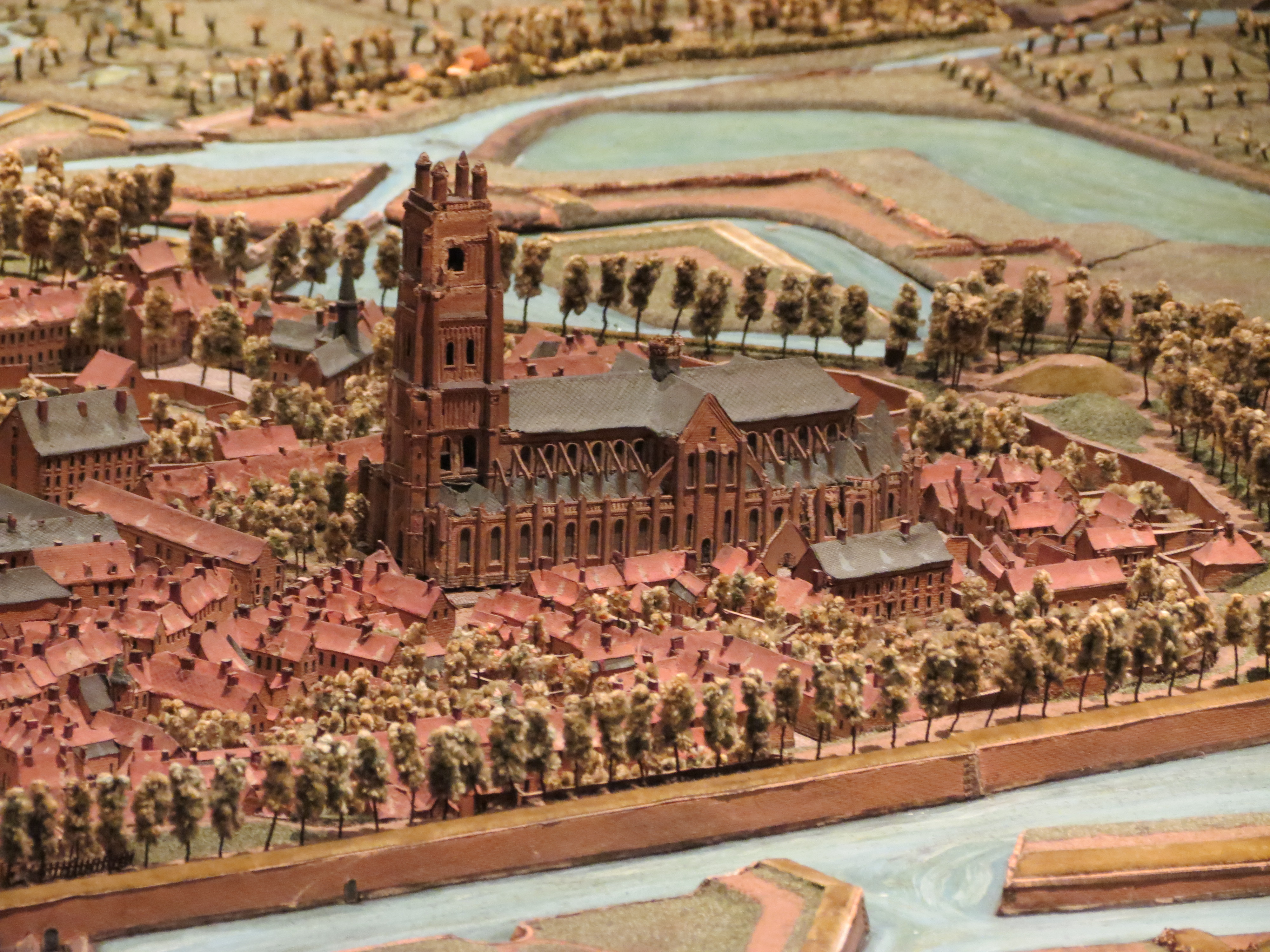

### Audenarde (1747)
- Audenarde  Belgique, par l'ingénieur Nicolas de Nézot, 548 x 416 cm, échelle 1/600, 11 tables, papier, soie et bois (1747)

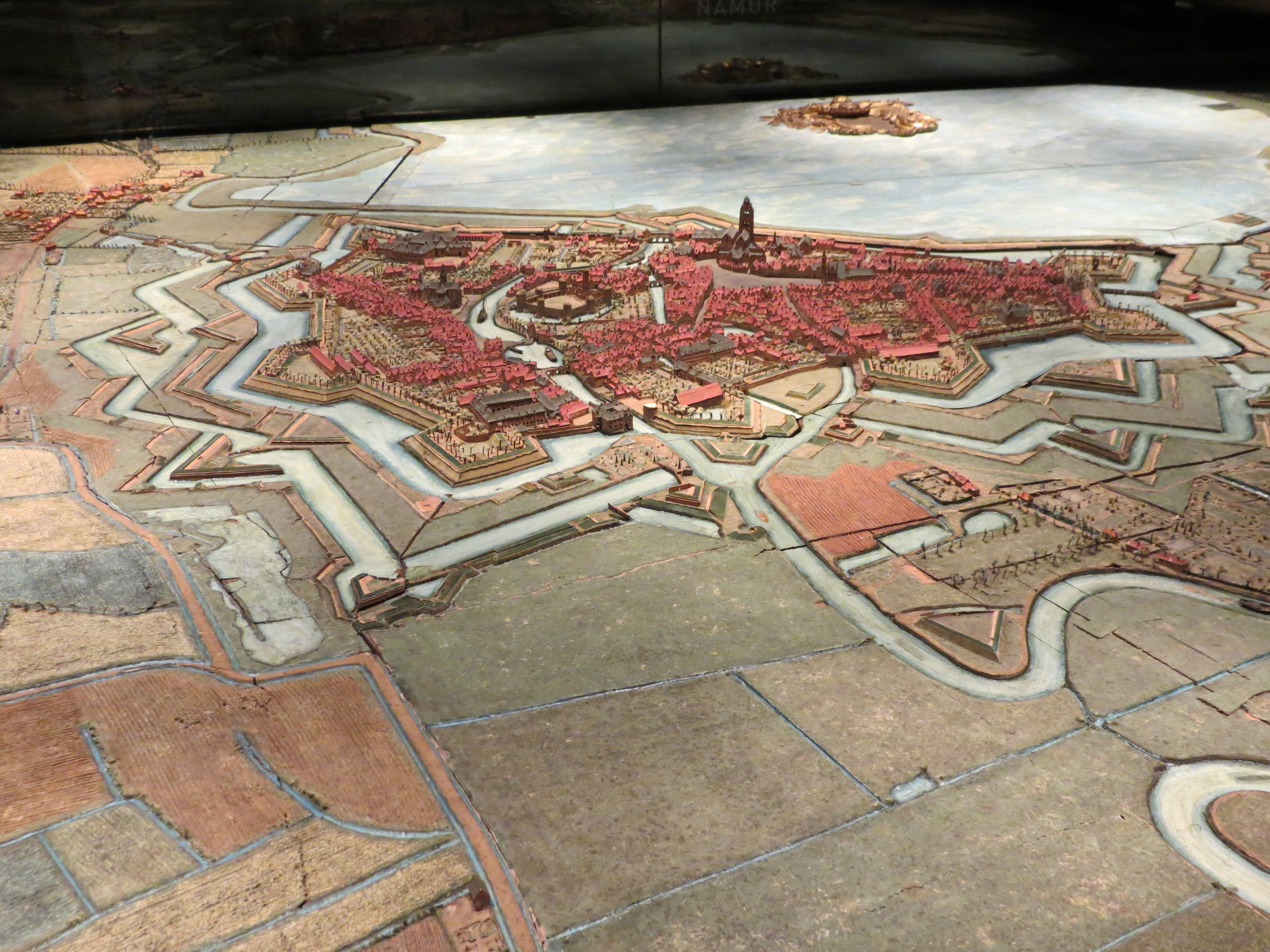
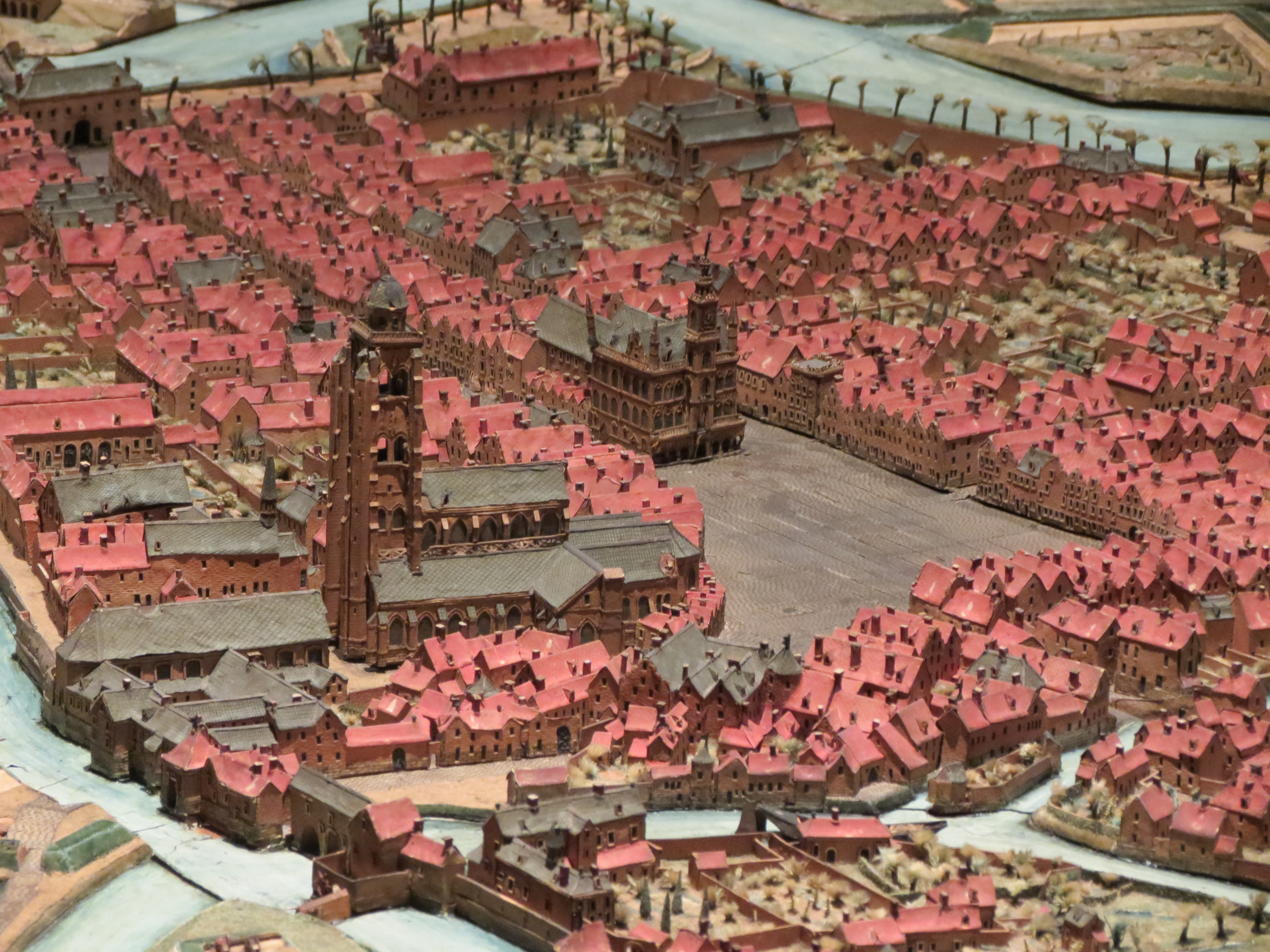
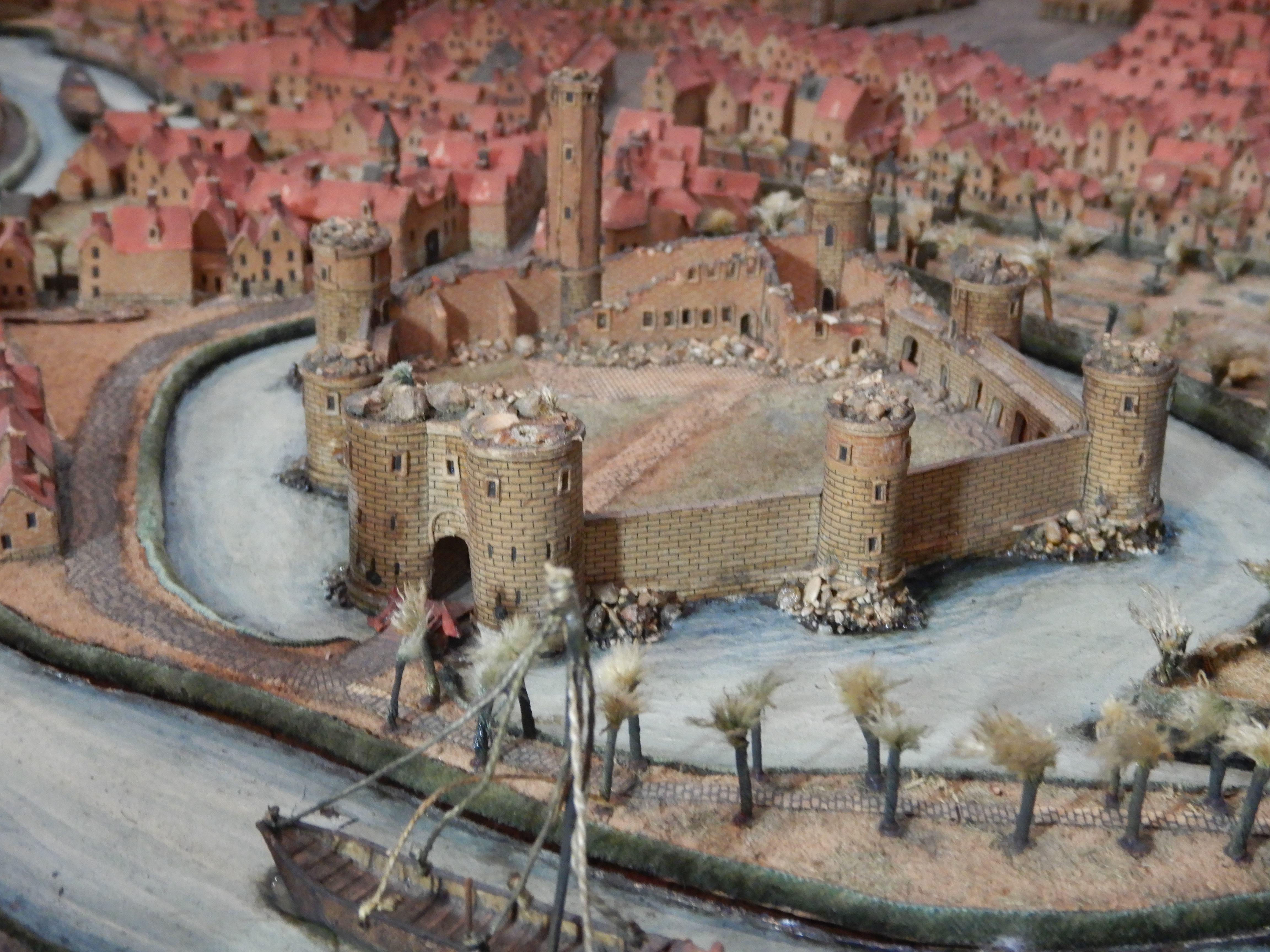

### Namur (1747)
- Namur  Belgique, par l'ingénieur Larcher d'Aubencourt, 776 x 650 cm, échelle 1/600, 22 tables (1747-1750)

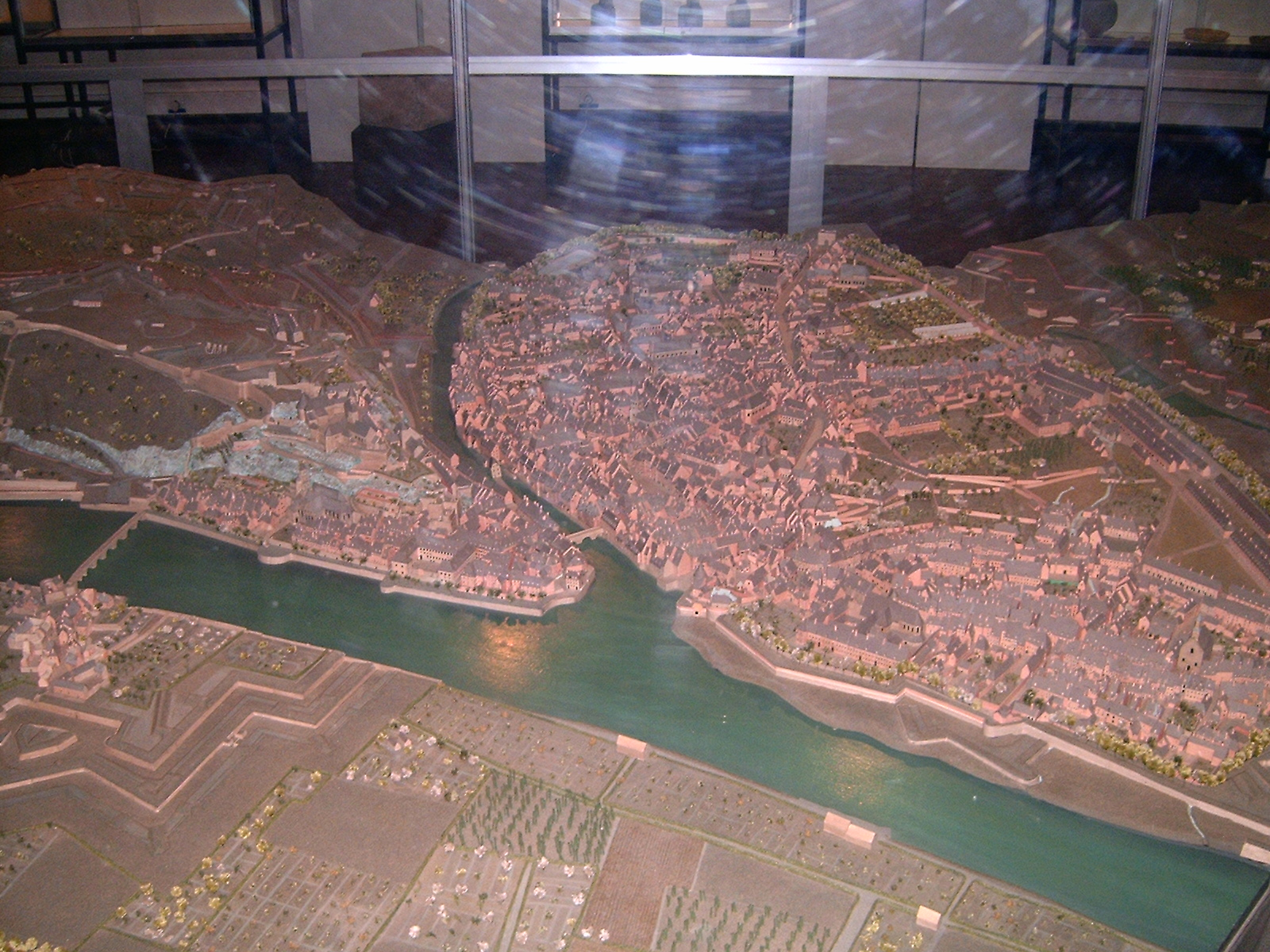
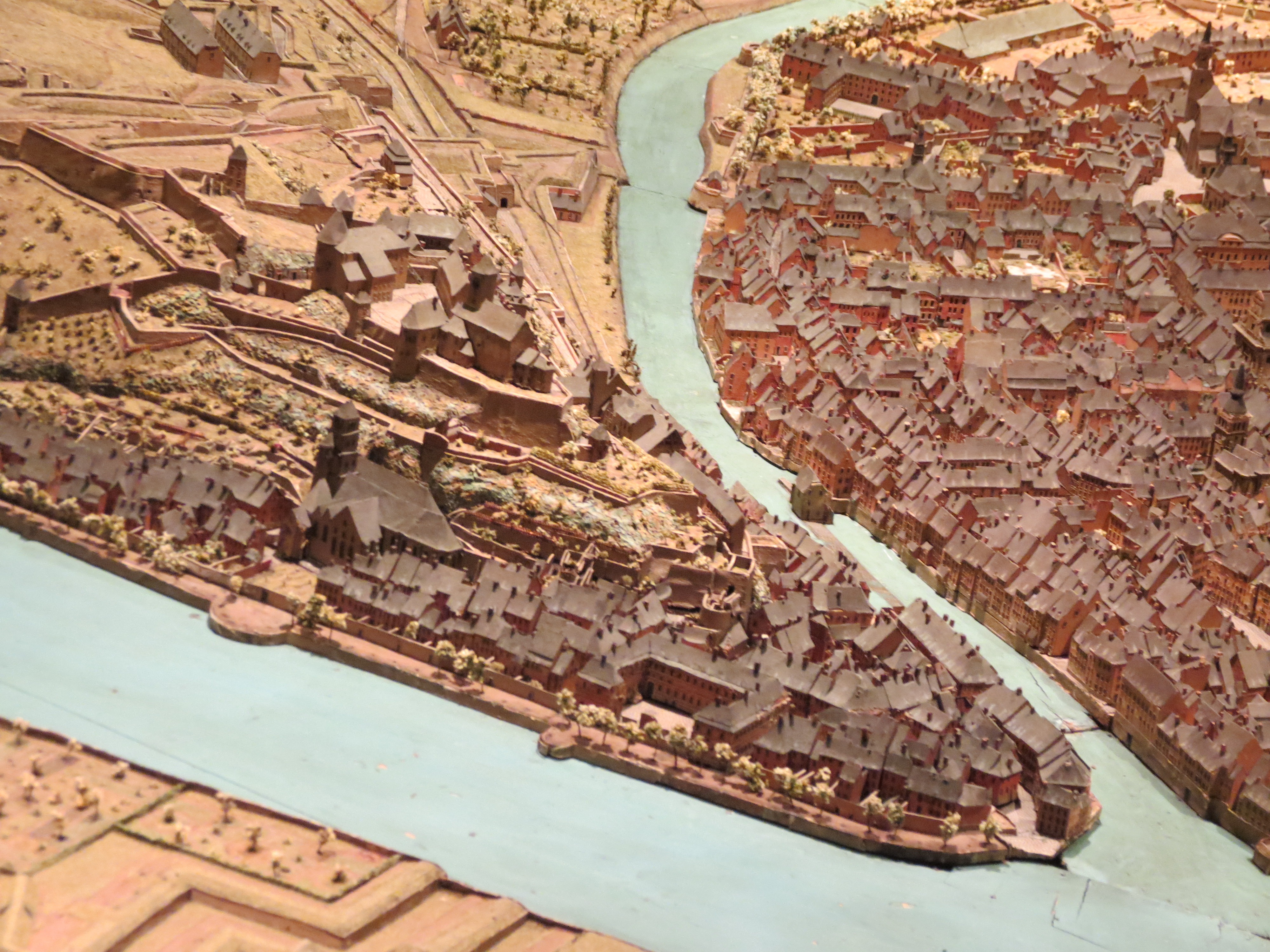
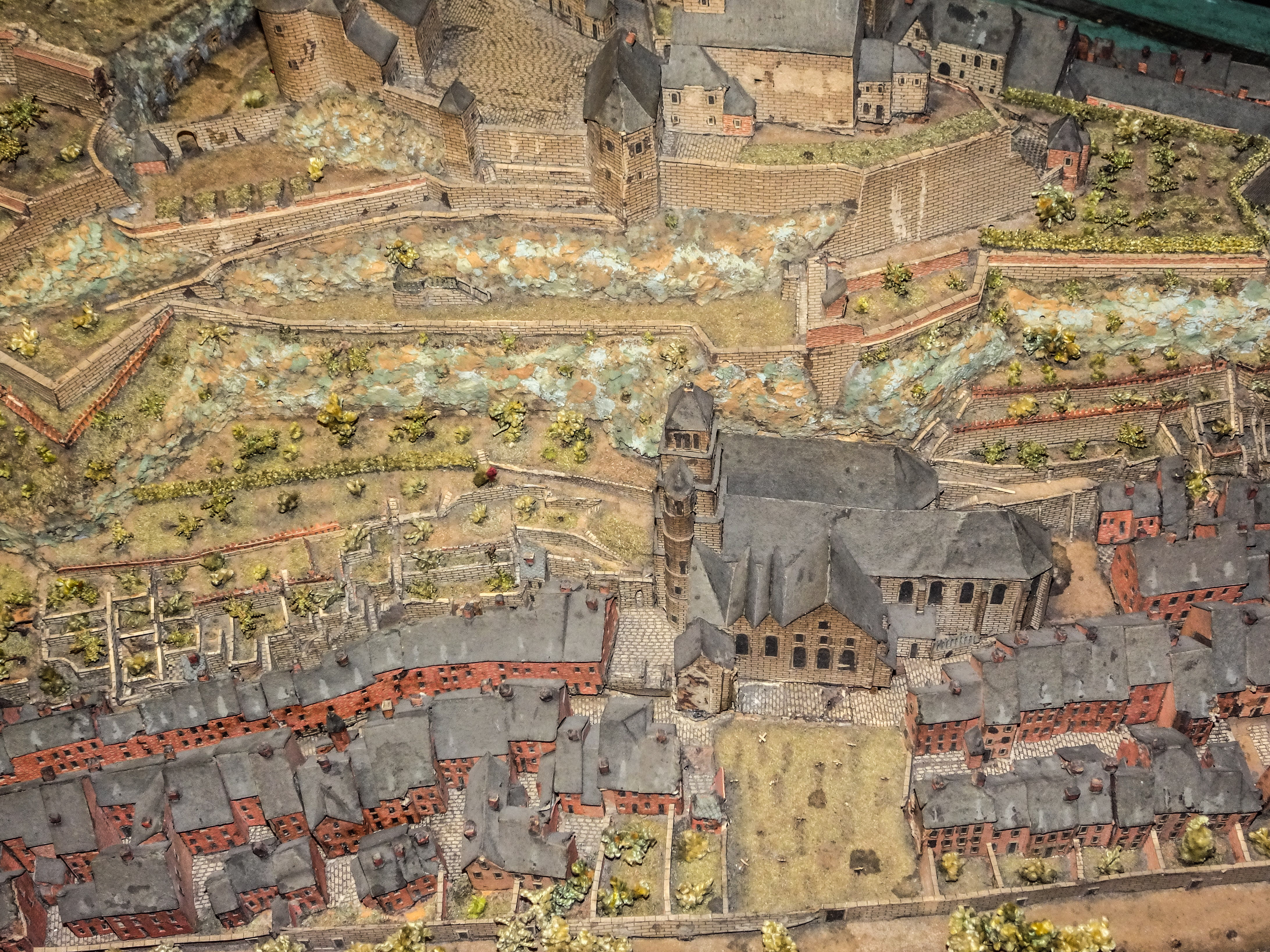

### Maastricht (1752)
- Maastricht  Pays-Bas, par l'ingénieur Larcher d'Aubencourt, 689 x 580 cm, échelle 1/600, 13 tables (1752)

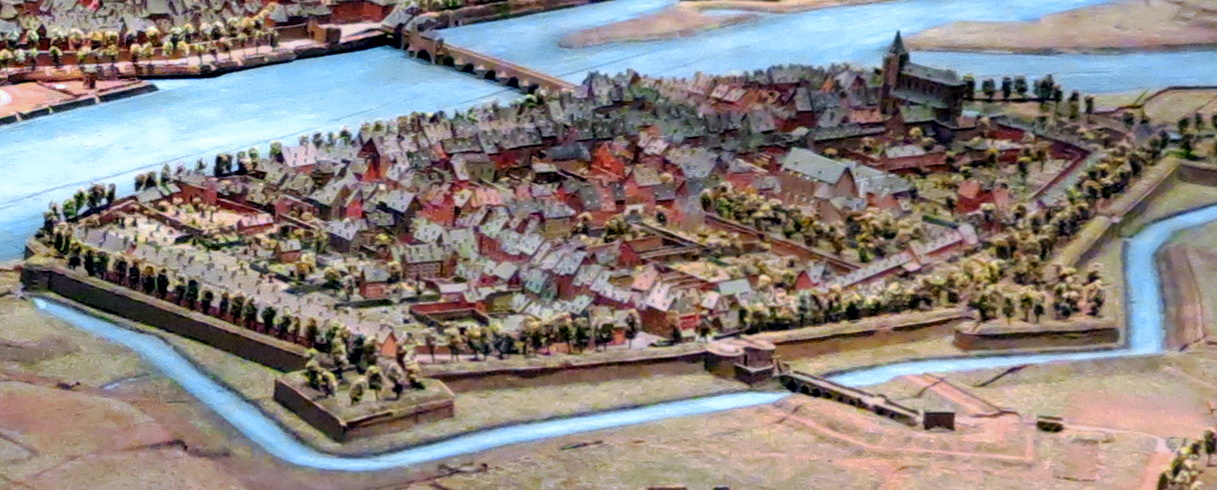
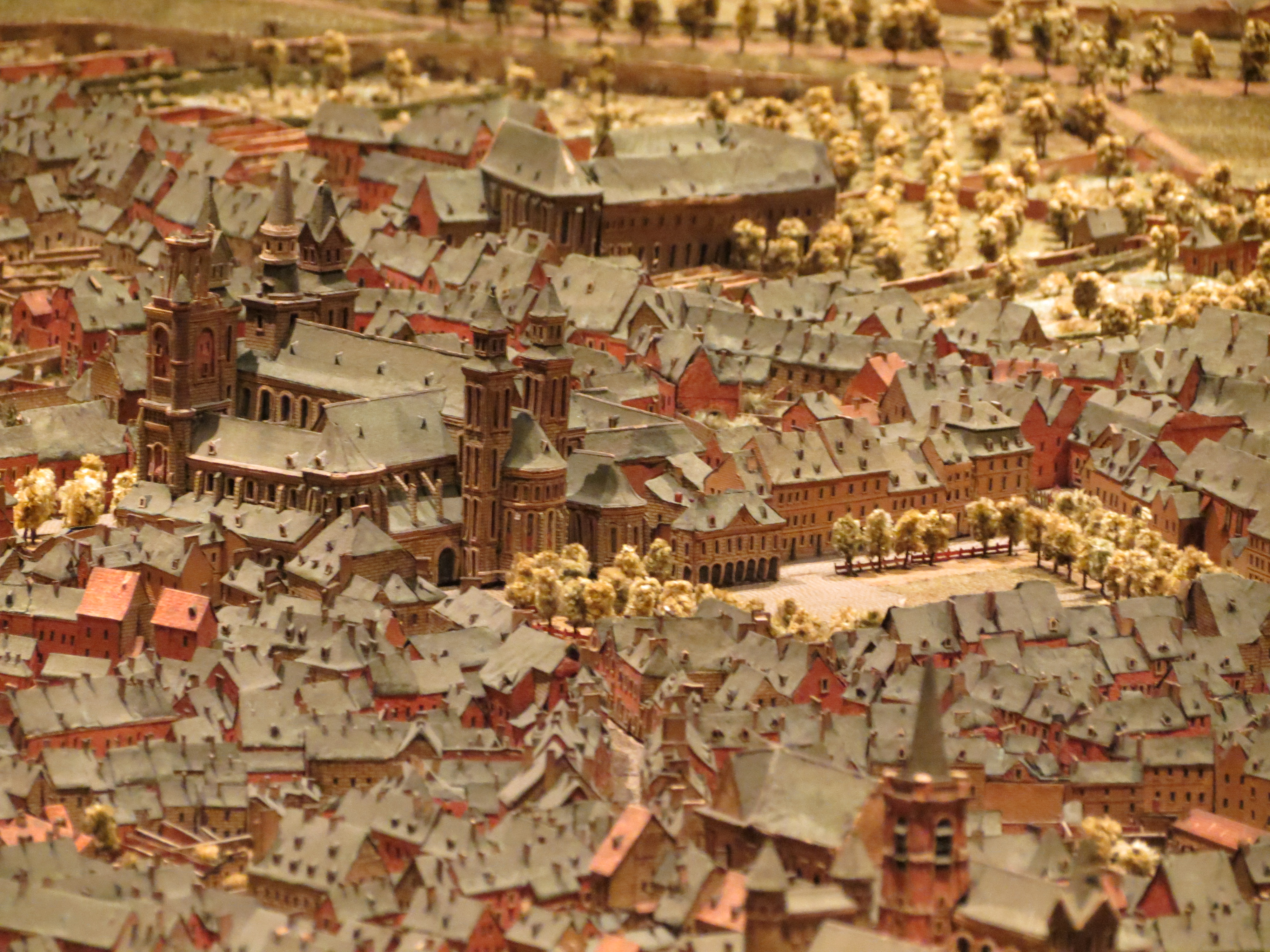
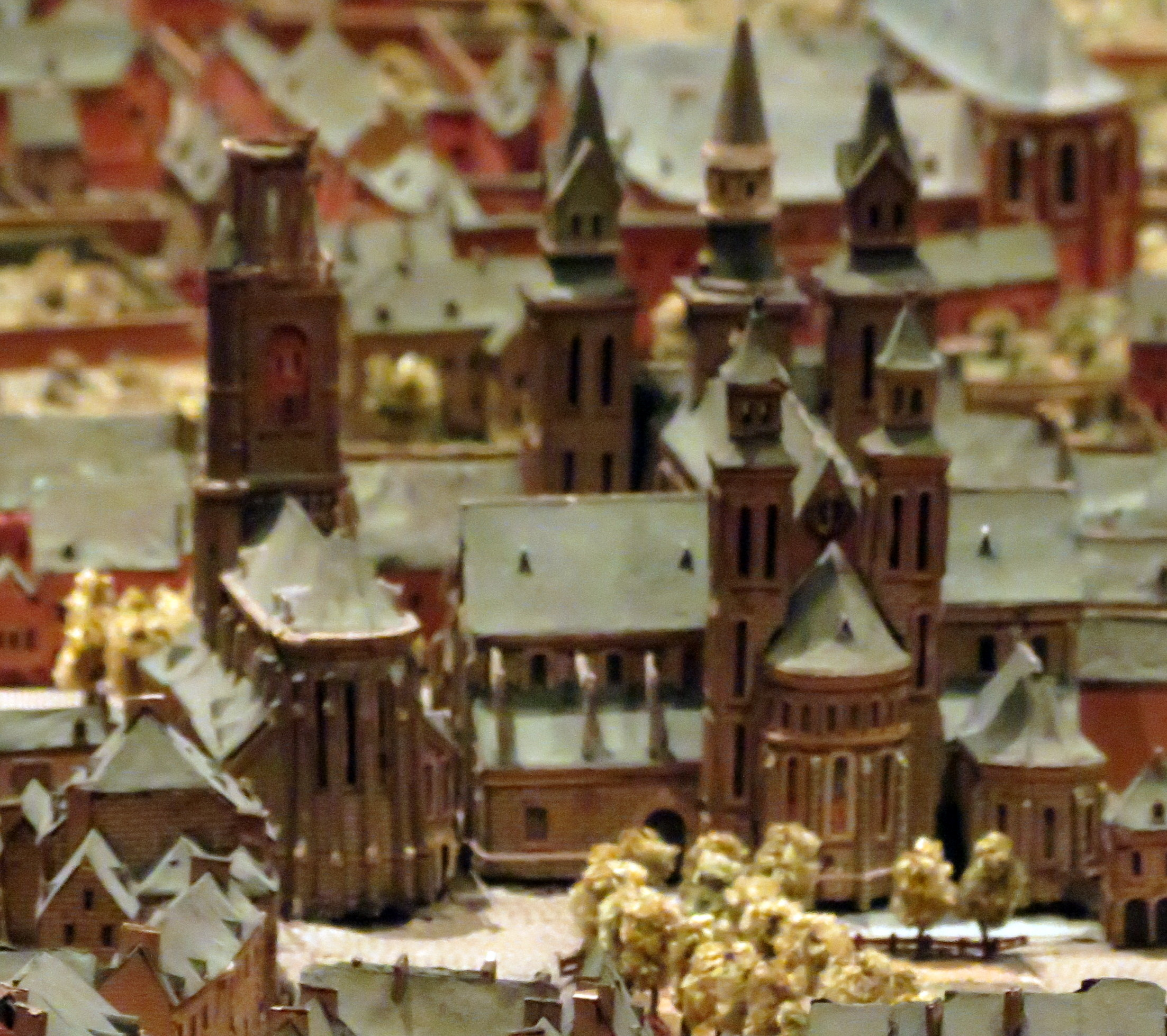

### Gravelines (1756)
- Gravelines  France, par l'ingénieur Lusca, 460 x 373 cm, échelle 1/600, 7 tables, papier, soie et bois (1756)

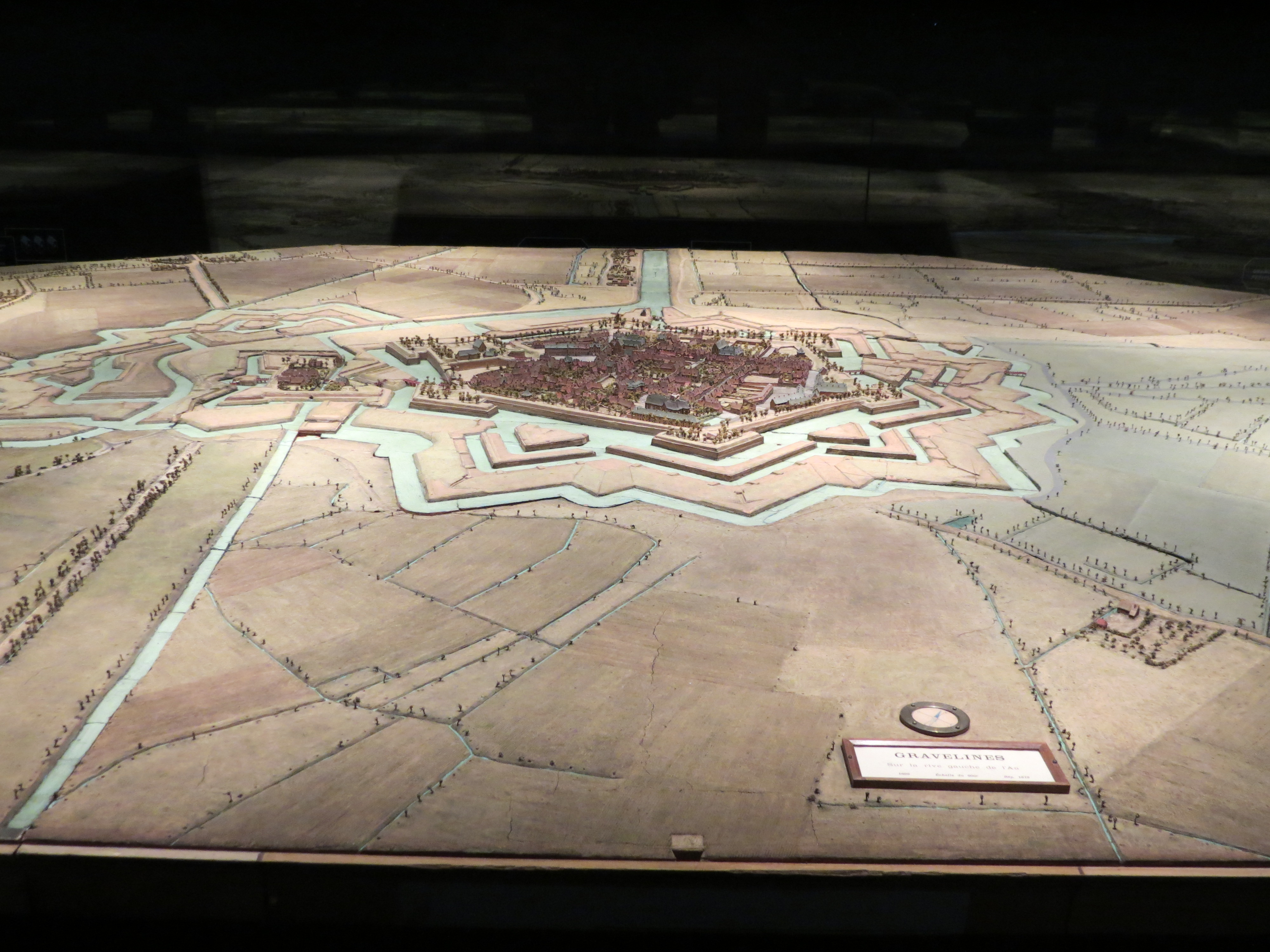
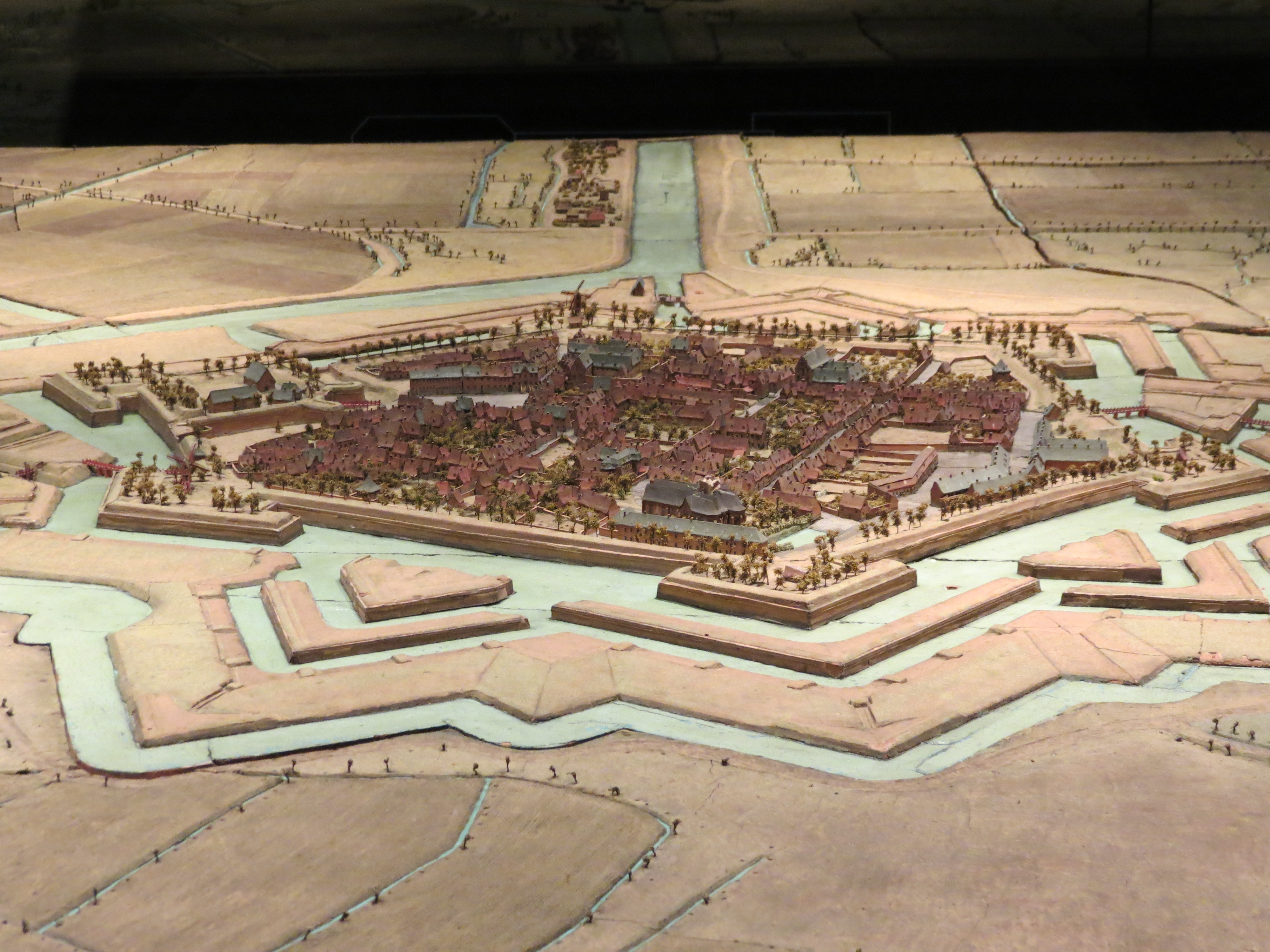

### Avesnes (1824)
- Avesnes-sur-Helpe  France, 753 x 525 cm, échelle 1/600, 18 tables (1824-1826)

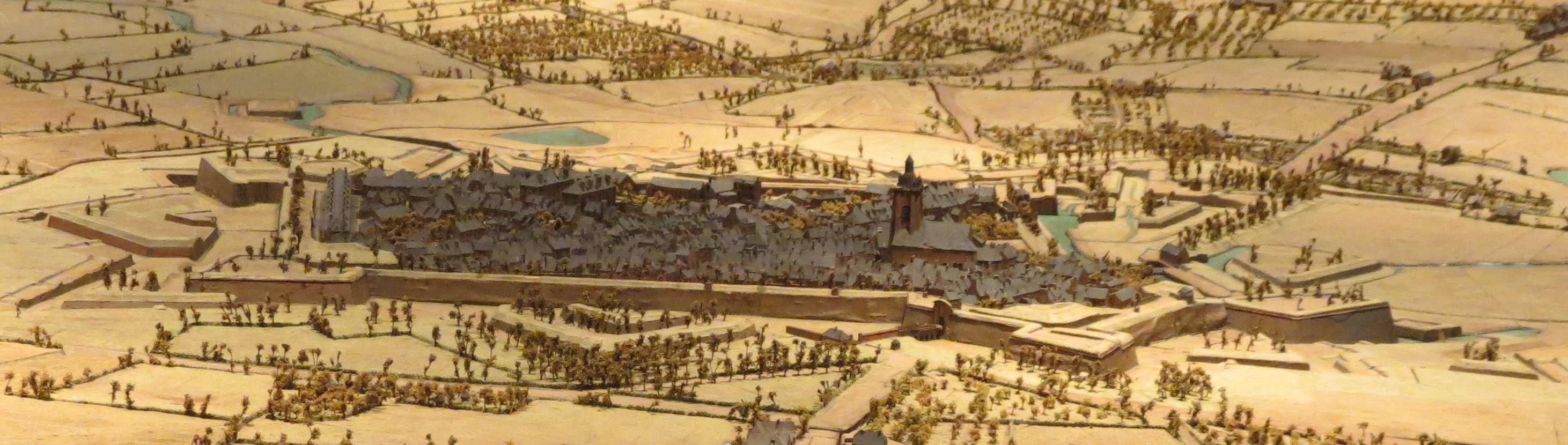